# Dél-Korea az 1988. évi nyári olimpiai játékokon
Dél-Korea a dél-koreai Szöulban megrendezett 1988. évi nyári olimpiai játékok házigazda nemzeteként vett részt a versenyeken. Az országot az olimpián 27 sportágban 405 sportoló képviselte, akik összesen 33 érmet szereztek.

## Érmesek
| Érem  | Versenyző | Sportág       | Versenyszám            |
| ----- | --- | ------------- | ---------------------- |
| Arany | Ju Namgju (Yu Nam-Gyu) | Asztalitenisz | Férfi egyes            |
| Arany | Hjon Dzsonghva (Hyeon Jeong-Hwa) Jang Jongdzsa (Yang Yeong-Ja) | Asztalitenisz | Női páros              |
| Arany | Kim Jongnam (Kim Yeong-Nam) | Birkózás      | Kötöttfogás, 74 kg     |
| Arany | Han Mjongu (Han Myeong-U) | Birkózás      | Szabadfogás, 82 kg     |
| Arany | Kim Dzsejop (Kim Jae-Yeop) | Cselgáncs     | Férfi légsúly          |
| Arany | I Gjonggun (Lee Gyeong-Geun) | Cselgáncs     | Férfi harmatsúly       |
| Arany | I Hanszop (Lee Han-Seop) Cson Inszu (Jeon In-Su) Pak Szongszu (Park Seong-Su) | Íjászat       | Férfi csapat           |
| Arany | Kim Szunjong (Kim Su-Nyeong) | Íjászat       | Női egyéni             |
| Arany | Kim Szunjong (Kim Su-Nyeong) Vang Higjong (Wang Hui-Gyeong) Jun Jongszuk (Yun Yeong-Suk) | Íjászat       | Női csapat             |
| Arany | Nemzeti válogatott Han Hjonszuk (Han Hyeon-Suk) Kim Miszuk (Kim Mi-Suk) Kim Cshunnje (Kim Chun-Rye) Kim Hjonmi (Kim Hyeon-Mi) Kim Gjongszun (Kim Gyeong-Sun) I Giszun (Lee Gi-Sun) Im Migjong (Im Mi-Gyeong) Szon Mina (Son Mi-Na) Szong Dzsihjon (Song Ji-Hyeon) Szok Minhi (Seok Min-Hui) Szong Gjonghva (Seong Gyeong-Hwa) Kim Mjongszun (Kim Myeong-Sun) | Kézilabda     | Női                    |
| Arany | Kim Gvangszon (Kim Gwang-Seon) | Ökölvívás     | Légsúly                |
| Arany | Pak Sihon (Park Si-Heon) | Ökölvívás     | Nagyváltósúly          |
| Ezüst | Kim Githek (Kim Gi-Taek) | Asztalitenisz | Férfi egyes            |
| Ezüst | Kim Szongmun (Kim Seong-Mun) | Birkózás      | Kötöttfogás, 68 kg     |
| Ezüst | Pak Csangszun (Park Jang-Sun) | Birkózás      | Szabadfogás, 68 kg     |
| Ezüst | Nemzeti válogatott Kim Miszon (Kim Mi-Seon) Han Ogjong (Han O-Gyeong) Csang Undzsong (Jang Eun-Jeong) Han Gumsil (Han Geum-Sil) Cshö Cshunok (Choi Chun-Ok) Kim Szundok (Kim Sun-Deok) Csong Szanghjon (Jeong Sang-Hyeon) Csin Vonsim (Jin Won-Sim) Hvang Gumszuk (Hwang Geum-Suk) Cso Gihjang (Jo Gi-Hyang) Szo Gvangmi (Seo Gwang-Mi) Pak Szundzsa (Park Sun-Ja) Kim Jongszuk (Kim Yeong-Suk) Szo Hjoszon (Seo Hyo-Seon) Im Gjeszuk (Im Gye-Suk) Csong Ungjong (Jeong Eun-Gyeong) | Gyeplabda     | Női                    |
| Ezüst | Pak Szongszu (Park Seong-Su) | Íjászat       | Férfi egyéni           |
| Ezüst | Vang Higjong (Wang Hui-Gyeong) | Íjászat       | Női egyéni             |
| Ezüst | Nemzeti válogatott Cshö Szokcse (Choi Seok-Jae) Kang Dzsevon (Gang Jae-Won) Kim Dzsehvan (Kim Jae-Hwan) Ko Szokcsang (Go Seok-Chang) Im Dzsinszok (Im Jin-Seok) O Jonggi (O Yong-Gi) Pak Tohon (Park Do-Heon) Pak Jongde (Park Yeong-Dae) No Hjonszok (No Hyeon-Seok) Sim Dzsehong (Sim Jae-Hong) Sin Jongszok (Sin Yeong-Seok) Jun Theil (Yun Tae-Il) I Szanghjo (Lee Sang-Hyo) | Kézilabda     | Férfi                  |
| Ezüst | Pek Hjonman (Baek Hyeon-Man) | Ökölvívás     | Nehézsúly              |
| Ezüst | Csha Jongcshol (Cha Yeong-Cheol) | Sportlövészet | Férfi sportpuska fekvő |
| Ezüst | Cson Bjonggvan (Jeon Byeong-Gwan) | Súlyemelés    | 52 kg                  |
| Bronz | An Dzsehjong (An Jae-Hyeong) Ju namgju (Yu Nam-Gyu) | Asztalitenisz | Férfi páros            |
| Bronz | I Dzseszok (Lee Jae-Seok) | Birkózás      | Kötöttfogás, 52 kg     |
| Bronz | An Dehjon (An Dae-Hyeon) | Birkózás      | Kötöttfogás, 62 kg     |
| Bronz | Kim Szanggju (Kim Sang-Gyu) | Birkózás      | Kötöttfogás, 82 kg     |
| Bronz | No Gjongszon (No Gyeong-Seon) | Birkózás      | Szabadfogás, 57 kg     |
| Bronz | Kim Theu (Kim Tae-U) | Birkózás      | Szabadfogás, 90 kg     |
| Bronz | Cso Jongcshol (Jo Yong-Cheol) | Cselgáncs     | Férfi nehézsúly        |
| Bronz | Jun Jongszuk (Yun Yeong-Suk) | Íjászat       | Női egyéni             |
| Bronz | I Dzsehjok (Lee Jae-Hyeok) | Ökölvívás     | Pehelysúly             |
| Bronz | I Hjonggun (Lee Hyeong-Geun) | Súlyemelés    | 82,5 kg                |
| Bronz | Pak Csonghun (Park Jong-Hun) | Torna         | Férfi ugrás            |

## Asztalitenisz
Férfi
| Versenyző                                           | Versenyszám | Csoportkör | Csoportkör | Nyolcaddöntő                                                        | Negyeddöntő                                                                                 | Elődöntő                                                                   | Döntő                                                                                         | Helyezés |
| Versenyző                                           | Versenyszám | Ellenfél Eredmény | Hely.      | Ellenfél Eredmény                                                   | Ellenfél Eredmény                                                                           | Ellenfél Eredmény                                                          | Ellenfél Eredmény                                                                             | Helyezés |
| --------------------------------------------------- | ----------- | --- | ---------- | ------------------------------------------------------------------- | ------------------------------------------------------------------------------------------- | -------------------------------------------------------------------------- | --------------------------------------------------------------------------------------------- | -------- |
| Ju Namgju (Yu Nam-Gyu)                              | Egyes       | G csoport · Mourad Sta (TUN) · 3:0 · Leszek Kucharski (POL) · 3:0 · Jindřich Panský (TCH) · 3:0 · Carl Prean (GBR) · 3:1 · Vong Vong Ju (HKG) · 3:0 · Joe Ng (CAN) · 3:0 · Mario Álvarez (DOM) · 3:0 | 1.         | Zoran Primorac (YUG) · 21–19, 21–7, 21–15                           | Jörgen Persson (SWE) · 19–21, 21–16, 21–15, 21–9                                            | Erik Lindh (SWE) · 21–10, 24–22, 21–9                                      | Kim Githek (Kim Gi-Taek) (KOR) · 17–21, 21–19, 21–11, 23–21                                   |          |
| Kim Githek (Kim Gi-Taek)                            | Egyes       | E csoport · Sherif El-Saket (EGY) · 3:0 · Jörgen Persson (SWE) · 3:2 · Szaitó Kijosi (JPN) · 3:2 · Kamlesh Mehta (IND) · 3:0 · Mariano Domuszcsiev (BUL) · 3:0 · Piotr Molenda (POL) · 3:0 · Jorge Gambra (CHI) · 3:1 | 1.         | Hszü Ceng-caj (Xu Zengcai) (CHN) · 17–21, 19–21, 21–10, 21–19, 21–7 | Jan-Ove Waldner (SWE) · 17–21, 21–17, 20–22, 21–17, 21–18                                   | Klampár Tibor (HUN) · 21–18, 21–9, 21–14                                   | Ju Namgju (Yu Nam-Gyu) (KOR) · 21–17, 19–21, 11–21, 21–23                                     |          |
| Kim Van (Kim Wan)                                   | Egyes       | H csoport · Andrej Mazunov (URS) · 3:1 · Massimo Costantini (ITA) · 3:1 · Marcos Núñez (CHI) · 3:0 · Ilija Lupulesku (YUG) · 0:3 · Ono Szeidzsi (JPN) · 1:3 · Liu Fuk Man (HKG) · 1:3 · Garfield Jones (JAM) · 3:0 | 4.         | kiesett                                                             | kiesett                                                                                     | kiesett                                                                    | kiesett                                                                                       | 25.      |
| An Dzsehjong (An Jae-Hyeong) Ju Namgju (Yu Nam-Gyu) | Páros       | D csoport · Nigéria (NGR) · Fatai Adeyemo · Yomi Bankole · 2:0 · Lengyelország (POL) · Andrzej Grubba · Leszek Kucharski · 2:0 · NSZK (FRG) · Jörg Roßkopf · Steffen Fetzner · 2:1 · Japán (JPN) · Szaitó Kijosi · Vatanabe Takehiro · 2:0 · Brazília (BRA) · Carlos Kawai · Cláudio Kano · 2:0 · Hongkong (HKG) · Lou Chűn-szung (Lo Chuen Tsung) · Vong Vong Ju · 2:0 · Chile (CHI) · Jorge Gambra · Marcos Núñez · 2:0                                           | 1.         |                                                                     | Svédország (SWE) · Erik Lindh · Jörgen Persson · 21–13, 21–11                               | Kína (CHN) · Csen Lung-can (Chen Longcan) · Iszeki Szeikó · 10–21, 14–21   | Bronzmérkőzés · Dél-Korea (KOR) · Kim Githek (Kim Gi-Taek) · Kim Van (Kim Wan) · 21–13, 21–16 |          |
| Kim Githek (Kim Gi-Taek) Kim Van (Kim Wan)          | Páros       | B csoport · Dominikai Köztársaság (DOM) · Mario Álvarez · Raymundo Fermín · 2:0 · Svédország (SWE) · Jan-Ove Waldner · Mikael Appelgren · 1:2 · Új-Zéland (NZL) · Barry Griffiths · Peter Jackson · 2:0 · Nagy-Britannia (GBR) · Desmond Douglas · Sky Andrew · 2:0 · Tajvan (TPE) · Csi Csin-lung (Chih Chin-Long) · Csi Csin-suj (Chih Chin-Shui) · 2:0 · Ausztria (AUT) · Ting Ji (Ding Yi) · Gottfried Bär · 2:0 · NSZK (FRG) · Georg Böhm · Jürgen Rebel · 2:1 | 2.         |                                                                     | Kína (CHN) · Csiang Csia-liang (Jiang Jialiang) · Hszü Ceng-caj (Xu Zengcai) · 21–18, 22–20 | Jugoszlávia (YUG) · Ilija Lupulesku · Zoran Primorac · 23–21, 19–21, 21–15 | Bronzmérkőzés · Dél-Korea (KOR) · Kim Githek (Kim Gi-Taek) · Kim Van (Kim Wan) · 13–21, 16–21 | 4.       |

Női
| Versenyző                                                       | Versenyszám | Csoportkör | Csoportkör | Nyolcaddöntő                                      | Negyeddöntő                                             | Elődöntő                                                                       | Döntő                                                                                   | Helyezés |
| Versenyző                                                       | Versenyszám | Ellenfél Eredmény | Hely.      | Ellenfél Eredmény                                 | Ellenfél Eredmény                                       | Ellenfél Eredmény                                                              | Ellenfél Eredmény                                                                       | Helyezés |
| --------------------------------------------------------------- | ----------- | --- | ---------- | ------------------------------------------------- | ------------------------------------------------------- | ------------------------------------------------------------------------------ | --------------------------------------------------------------------------------------- | -------- |
| Hong Cshaok (Hong Cha-Ok)                                       | Egyes       | H csoport · Iyabo Akanmu (NGR) · 3:0 · Olga Nemes (FRG) · 3:1 · Mirjam Hooman-Kloppenburg (NED) · 3:2 · Bátorfi Csilla (HUN) · 1:3 · Jacqueline Díaz (CHI) · 3:0 | 1.         | Renata Kasalová (TCH) · 3:0                       | Csiao Cse-min (Jiao Zhimin) (CHN) · 0:3                 | Valentyina Popova (URS) · 18–21, 12–21, 12–21                                  | Bettine Vriesekoop (NED) · 19–21, 16–21, 23–25                                          | 8.       |
| Hjon Dzsonghva (Hyeon Jeong-Hwa)                                | Egyes       | E csoport · Mónica Liyau (PER) · 3:1 · Hosino Mika (JPN) · 3:0 · Jasna Fazlić-Reed (YUG) · 3:1 · Katja Nolten (FRG) · 3:0 · Kuburat Owolabi (NGR) · 3:0 | 1.         | Valentyina Popova (URS) · 14–21, 13–21, 23–25     | kiesett                                                 | kiesett                                                                        | kiesett                                                                                 | 9.       |
| Jang Jongdzsa (Yang Yeong-Ja)                                   | Egyes       | B csoport · Jaklein Al-Duqom (JOR) · 3:0 · Renata Kasalová (TCH) · 3:0 · Lin Li-csü (Lin Li-Ju) (TPE) · 3:0 · Höü Szou-hung (Hui So Hung) (HKG) · 3:0 · Elizabeth Popper (VEN) · 3:0 | 1.         | Marie Hrachová (TCH) · 18–21, 21–11, 21–23, 18–21 | kiesett                                                 | kiesett                                                                        | kiesett                                                                                 | 9.       |
| Hjon Dzsonghva (Hyeon Jeong-Hwa) Jang Jongdzsa ([Yang Yeong-Ja) | Páros       | A csoport · Ausztrália (AUS) · Kerri Tepper · Nadia Bisiach · 2:0 · Szovjetunió (URS) · Flyura Bulatova-Abbate · Olena Kovtun · 2:0 · Jugoszlávia (YUG) · Gordana Perkučin · Jasna Fazlić-Reed · 2:0 · Magyarország (HUN) · Bátorfi Csilla · Urbán Edit · 2:0 · Tajvan (TPE) · Csang Hsziu-jü (Chang Hsiu-Yu) · Lin Li-csü (Lin Li-Ju) · 2:1 · Hongkong (HKG) · Höü Szou-hung (Hui So Hung) · Mok Khá-szá (Mok Ka Sha) · 2:0 · Nigéria (NGR) · Iyabo Akanmu · Kuburat Owolabi · 2:0 | 1.         |                                                   | Japán (JPN) · Isida Kijomi · Hosino Mika · 21–15, 21–12 | Hollandia (NED) · Bettine Vriesekoop · Mirjam Hooman-Kloppenburg · 21–19, 21–9 | Kína (CHN) · Csen Csing (Chen Jing) · Csiao Cse-min (Jiao Zhimin) · 21–19, 16–21, 21–10 |          |

## Atlétika
Férfi
| Versenyző | Versenyszám     | Előfutam | Előfutam | Előfutam | Negyeddöntő | Negyeddöntő | Negyeddöntő | Elődöntő | Elődöntő | Elődöntő | Döntő         | Döntő         |
| Versenyző | Versenyszám     | Idő      | Hely.    | Össz.    | Idő         | Hely.       | Össz.       | Idő      | Hely.    | Össz.    | Idő           | Helyezés      |
| --- | --------------- | -------- | -------- | -------- | ----------- | ----------- | ----------- | -------- | -------- | -------- | ------------- | ------------- |
| Sim Dokszop (Sim Deok-Seop)                                                                                           | 100 m           | 10,56    | 2.       | 41.**    | 10,55       | 6.          | 36.**       | kiesett  | kiesett  | kiesett  | kiesett       | kiesett       |
| Csang Dzsegun (Jang Jae-Geun)                                                                                         | 200 m           | 21,27    | 4.       | 29.      | 21,35       | 6.          | 32.*        | kiesett  | kiesett  | kiesett  | kiesett       | kiesett       |
| Jun Namhan (Yun Nam-Han)                                                                                              | 400 m           | 47,02    | 4.       | 34.      | kiesett     | kiesett     | kiesett     | kiesett  | kiesett  | kiesett  | kiesett       | kiesett       |
| Ju Thegjong (Yu Tae-Gyeong)                                                                                           | 800 m           | 1:48,61  | 5.       | 25.      | kiesett     | kiesett     | kiesett     | kiesett  | kiesett  | kiesett  | kiesett       | kiesett       |
| Cso Csinszeng (Jo Jin-Saeng)                                                                                          | 1500 m          | 3:45,63  | 11.      | 37.      |             |             |             | kiesett  | kiesett  | kiesett  | kiesett       | kiesett       |
| Kim Jonggil (Kim Yeong-Gil)                                                                                           | 5000 m          | 14:09,45 | 13.      | 40.      |             |             |             | kiesett  | kiesett  | kiesett  | kiesett       | kiesett       |
| I Szanggun (Lee Sang-Geun)                                                                                            | 10 000 m        | 29:37,14 | 16.      | 31.      |             |             |             |          |          |          | kiesett       | kiesett       |
| Kim Vonthak (Kim Won-Tak)                                                                                             | Maraton         |          |          |          |             |             |             |          |          |          | 2:15:44       | 18.           |
| Ju Theszong (Yu Jae-Seong)                                                                                            | Maraton         |          |          |          |             |             |             |          |          |          | 2:20:11       | 31.           |
| Kvon Szongnak (Gwon Seong-Nak)                                                                                        | Maraton         |          |          |          |             |             |             |          |          |          | nem ért célba | nem ért célba |
| Kim Dzsinthe (Kim Jin-Tae)                                                                                            | 110 m gát       | 14,06    | 5.       | 21.      | 14,00       | 5.          | 19.         | kiesett  | kiesett  | kiesett  | kiesett       | kiesett       |
| Hvang Hongcshol (Hwang Hong-Cheol)                                                                                    | 400 m gát       | 50,52    | 4.       | 20.      |             |             |             | kiesett  | kiesett  | kiesett  | kiesett       | kiesett       |
| Csha Hansik (Cha Han-Sik)                                                                                             | 3000 m akadály  | 8:59,82  | 8.       | 27.      |             |             |             | kiesett  | kiesett  | kiesett  | kiesett       | kiesett       |
| Csong Philhva (Jeong Pil-Hwa)                                                                                         | 20 km gyaloglás |          |          |          |             |             |             |          |          |          | 1:32:23       | 46.           |
| Csong Mjongo (Jeong Myeong-O)                                                                                         | 20 km gyaloglás |          |          |          |             |             |             |          |          |          | 1:40:09       | 49.           |
| Szong Nakkun (Seong Nak-Gun) Sim Dokszop (Sim Deok-Seop) Kim Bokszop (Kim Bok-Seop) Csang Dzsegun (Jang Jae-Geun)     | 4 × 100 m váltó | 39,61    | 4.       | 11.*     |             |             |             | 39,43    | 7.       | 11.      | kiesett       | kiesett       |
| Hvang Hongcshol (Hwang Hong-Cheol) Jun Namhan (Yun Nam-Han) Ju Thegjong (Yu Tae-Gyeong) Cso Dzsinszeng (Jo Jin-Saeng) | 4 × 400 m váltó | 3:14,71  | 8.       | 22.      |             |             |             | kiesett  | kiesett  | kiesett  | kiesett       | kiesett       |

| Versenyző                      | Versenyszám   | Selejtező                     | Selejtező                | Döntő    | Döntő    |
| Versenyző                      | Versenyszám   | Eredmény                      | Helyezés                 | Eredmény | Helyezés |
| ------------------------------ | ------------- | ----------------------------- | ------------------------ | -------- | -------- |
| Cso Hjonuk (Jo Hyeon-Uk)       | Magasugrás    | 222 cm                        | 18.                      | kiesett  | kiesett  |
| Kim Csholgjun (Kim Cheol-Gyun) | Rúdugrás      | 530 cm                        | 16.                      | kiesett  | kiesett  |
| I Dzsebok (Lee Jae-Bok)        | Rúdugrás      | érvényes kísérlet nélkül      | érvényes kísérlet nélkül | kiesett  | kiesett  |
| Kim Dzsongil (Kim Jong-Il)     | Távolugrás    | 770 cm                        | 16.                      | kiesett  | kiesett  |
| Pak Jongdzsun (Park Yeong-Jun) | Hármasugrás   | 15,86 m (holtverseny) 15,79 m | 24.                      | kiesett  | kiesett  |
| Han Minszu (Han Min-Su)        | Súlylökés     | 15,68 m                       | 21.                      | kiesett  | kiesett  |
| Min Szehun (Min Se-Hun)        | Diszkoszvetés | 47,84 m                       | 26.                      | kiesett  | kiesett  |
| I Dzsuhjong (Lee Ju-Hyeong)    | Kalapácsvetés | 55,98 m                       | 29.                      | kiesett  | kiesett  |
| I Ukcsong (Lee Uk-Jong)        | Gerelyhajítás | 78,10 m                       | 16.                      | kiesett  | kiesett  |

| Versenyző                | Versenyszám | 100 m | 100 m | Távolugrás | Távolugrás | Súlylökés | Súlylökés | Magasugrás | Magasugrás | 400 m | 400 m | 110 m gát | 110 m gát | Diszkoszvetés | Diszkoszvetés | Rúdugrás | Rúdugrás | Gerelyhajítás | Gerelyhajítás | 1500 m  | 1500 m | Végeredmény | Végeredmény |
| Versenyző                | Versenyszám | Idő   | Pont  | Eredmény   | Pont       | Eredmény  | Pont      | Eredmény   | Pont       | Idő   | Pont  | Idő       | Pont      | Eredmény      | Pont          | Eredmény | Pont     | Eredmény      | Pont          | Idő     | Pont   | Pont        | Helyezés    |
| ------------------------ | ----------- | ----- | ----- | ---------- | ---------- | --------- | --------- | ---------- | ---------- | ----- | ----- | --------- | --------- | ------------- | ------------- | -------- | -------- | ------------- | ------------- | ------- | ------ | ----------- | ----------- |
| I Gvangik (Lee Gwang-Ik) | Tízpróba    | 11,57 | 738   | 719 cm     | 859        | 10,27 m   | 502       | 191 cm     | 723        | 50,71 | 782   | 16,20     | 710       | 34,36 m       | 551           | 410 cm   | 645      | 54,94 m       | 662           | 4:29,98 | 745    | 6917        | 33.         |

Női
| I Jongszuk (Lee Yeong-Suk)                                                                                 | 100 m           | 11,74    | 6.  | 38. | kiesett | kiesett | kiesett | kiesett | kiesett | kiesett | kiesett       | kiesett       |         |         |         |
| U Jangdzsa (U Yang-Ja)                                                                                     | 200 m           | 24,94    | 6.  | 45. | kiesett | kiesett | kiesett | kiesett | kiesett | kiesett | kiesett       | kiesett       |         |         |         |
| Jang Gjonghi (Yang Gyeong-Hui)                                                                             | 400 m           | 58,18    | 6.  | 44. | kiesett | kiesett | kiesett | kiesett | kiesett | kiesett | kiesett       | kiesett       |         |         |         |
| Cshö Szebom (Choi Se-Beom)                                                                                 | 800 m           | 2:06,65  | 6.  | 24. |         |         |         | kiesett | kiesett | kiesett | kiesett       | kiesett       |         |         |         |
| No Hjeszun (No Hye-Sun)                                                                                    | 1500 m          | 4:26,05  | 12. | 24. |         |         |         |         |         |         | kiesett       | kiesett       |         |         |         |
| Im Cshune (Im Chun-Ae)                                                                                     | 3000 m          | 9:21,18  | 15. | 28. |         |         |         |         |         |         | kiesett       | kiesett       | kiesett | kiesett | kiesett |
| Csong Midzsa (Jeong Mi-Ja)                                                                                 | 10 000 m        | 33:48,96 | 18. | 32. |         |         |         |         |         |         | kiesett       | kiesett       |         |         |         |
| I Miok (Lee Mi-Ok)                                                                                         | Maraton         |          |     |     |         |         |         |         |         |         | 2:32:51       | 15.           |         |         |         |
| Im Undzsu (Im Eun-Ju)                                                                                      | Maraton         |          |     |     |         |         |         |         |         |         | 2:38:21       | 37.           |         |         |         |
| Kim Migjong (Kim Mi-Gyeong)                                                                                | Maraton         |          |     |     |         |         |         |         |         |         | nem ért célba | nem ért célba |         |         |         |
| Pang Sinhje (Bang Shin-Hye)                                                                                | 100 m gát       | 13,84    | 7.  | 27. | kiesett | kiesett | kiesett | kiesett | kiesett | kiesett | kiesett       | kiesett       |         |         |         |
| Kim Szundzsa (Kim Sun-Ja)                                                                                  | 400 m gát       | 59,78    | 7.  | 33. |         |         |         | kiesett | kiesett | kiesett | kiesett       | kiesett       |         |         |         |
| Jun Migjong (Yun Mi-Gyeong) U Jangdzsa (U Yang-Ja) Pak Miszon (Park Mi-Seon) I Jongszuk (Lee Yeong-Suk)    | 4 × 100 m váltó | 45,83    | 7.  | 17. |         |         |         | kiesett | kiesett | kiesett | kiesett       | kiesett       |         |         |         |
| Jang Gjonghi (Yang Gyeong-Hui) Cshö Szebom (Choi Se-Beom) Im Cshune (Im Chun-Ae) Kim Szundzsa (Kim Sun-Ja) | 4 × 400 m váltó | 3:51,09  | 5.  | 12. |         |         |         |         |         |         | kiesett       | kiesett       |         |         |         |

| Versenyző                  | Versenyszám   | Selejtező | Selejtező | Döntő    | Döntő    |
| Versenyző                  | Versenyszám   | Eredmény  | Helyezés  | Eredmény | Helyezés |
| -------------------------- | ------------- | --------- | --------- | -------- | -------- |
| Kim Hiszon (Kim Hui-Seon)  | Magasugrás    | 192 cm    | 1.**      | 190 cm   | 8.*      |
| Pak Szukcsa (Park Suk-Ja)  | Távolugrás    | 590 cm    | 24.       | kiesett  | kiesett  |
| Cshö Miszon (Choi Mi-Seon) | Súlylökés     | 13,97 m   | 23.       | kiesett  | kiesett  |
| Kim Cshunhi (Kim Chun-Hui) | Diszkoszvetés | 45,88 m   | 20.       | kiesett  | kiesett  |
| Ju Cshunok (Yu Chun-Ok)    | Gerelyhajítás | 48,26 m   | 28.       | kiesett  | kiesett  |

| Versenyző                  | Versenyszám | 100 m gát | 100 m gát | Magasugrás | Magasugrás | Súlylökés | Súlylökés | 200 m | 200 m | Távolugrás | Távolugrás | Gerelyhajítás | Gerelyhajítás | 800 m   | 800 m | Végeredmény | Végeredmény |
| Versenyző                  | Versenyszám | Idő       | Pont      | Eredmény   | Pont       | Eredmény  | Pont      | Idő   | Pont  | Eredmény   | Pont       | Eredmény      | Pont          | Idő     | Pont  | Pont        | Helyezés    |
| -------------------------- | ----------- | --------- | --------- | ---------- | ---------- | --------- | --------- | ----- | ----- | ---------- | ---------- | ------------- | ------------- | ------- | ----- | ----------- | ----------- |
| Csi Dzsongmi (Ji Jeong-Mi) | Hétpróba    | 14,53     | 905       | 171 cm     | 867        | 10,83 m   | 584       | 26,61 | 745   | 550 cm     | 700        | 39,26 m       | 653           | 2:19,17 | 835   | 5289        | 24.         |

* - egy másik versenyzővel azonos eredményt ért el

** - két másik versenyzővel azonos eredményt ért el

## Birkózás
Kötöttfogású
| Versenyző                     | Versenyszám | Vigaszágas kiesés | Vigaszágas kiesés | Helyosztók                                               | Helyosztók                             | Bronz- mérkőzés                   | Döntő                           | Helyezés    |
| Versenyző                     | Versenyszám | Vigaszágas kiesés | Vigaszágas kiesés | 7. helyért                                               | 5. helyért                             | Bronz- mérkőzés                   | Döntő                           | Helyezés    |
| Versenyző                     | Versenyszám | Ellenfél Eredmény | Hely.             | Ellenfél Eredmény                                        | Ellenfél Eredmény                      | Ellenfél Eredmény                 | Ellenfél Eredmény               | Helyezés    |
| ----------------------------- | ----------- | --- | ----------------- | -------------------------------------------------------- | -------------------------------------- | --------------------------------- | ------------------------------- | ----------- |
| Kvon Dogjong (Gwon Deog-Yong) | 48 kg       | B csoport · Faragó József (HUN) · 1–0 · Víctor Hugo Capacho (COL) · 2–1 · Khaled El-Farej (SYR) · 5–8 · Məhəddin Allahverdiyev (URS) · 1–2                                                                                            | 4.                | Jang Cse-csung (Yang Zhizhong) (CHN) · feladta (sérülés) |                                        |                                   |                                 | 8.          |
| I Dzseszok (Lee Jae-Seok)     | 52 kg       | B csoport · Abderrahman Naanaa (MAR) · 17–2 · José Marques (POR) · feladta (sérülés) · Peter Stjernberg (SWE) · 7–5 · Hu Zsi-csa (Hu Richa) (CHN) · passzivitás · Jon Rønningen (NOR) · 1–5 · Roman Kierpacz (POL) · 4–3              | 2.                |                                                          |                                        | Alekszandr Ignatyenko (URS) · 4–3 |                                 |             |
| Ho Bjongho (Heo Byeong-Ho)    | 57 kg       | A csoport · Anthony Amado (USA) · passzivitás · Ronny Sigde (NOR) · 19–0 · Harálambosz Holídisz (GRE) · 4–7 · Alekszandr Sesztakov (URS) · 10–9 · Sztojan Balov (BUL) · 2–5                                                           | 3.                |                                                          | Ghazi Salah (IRQ) · kétvállas          |                                   |                                 | 5.          |
| An Dehjon (An Dae-Hyeon)      | 62 kg       | A csoport · Gilles Jalabert (FRA) · passzivitás · Kamandar Məcidov (URS) · passzivitás · Ahad Javan Saleh (IRI) · kizárták · Ike Anderson (USA) · 2–0                                                                                 | 2.                |                                                          |                                        | Bódi Jenő (HUN) · passzivitás     |                                 |             |
| Kim Szongmun (Kim Seong-Mun)  | 68 kg       | A csoport · Morten Brekke (NOR) · 5–0 · Ókubo Jaszuhiro (JPN) · 10–1 · Masoud Ghadimi (IRI) · kétvállas · Claudio Pasarelli (FRG) · passzivitás · Herminio Hidalgo (PAN) · 18–2 · a 6. fordulóban erőnyerő · Tapio Sipilä (FIN) · 8–3 | 1.                |                                                          |                                        |                                   | Levon Dzsulfalakjan (URS) · 3–9 |             |
| Kim Jongnam (Kim Yeong-Nam)   | 74 kg       | A csoport · Zouheir Al-Balah (SYR) · 8–0 · Jean Manga (CMR) · kétvállas · Boriszlav Velicskov (BUL) · 3–1 · David Butler (USA) · 2–0 · Józef Tracz (POL) · passzivitás                                                                | 1.                |                                                          |                                        |                                   | Daulet Turlihanov (URS) · 2–1   |             |
| Kim Szanggju (Kim Sang-Gyu)   | 82 kg       | B csoport · Daniel Iglesias (ARG) · 16–0 · Goran Kasum (YUG) · 3–0 · Maik Bullmann (GDR) · 6–7 · Timo Niemi (FIN) · 3–1 · az 5. fordulóban erőnyerő · Mihail Mamiasvili (URS) · 0–8                                                   | 2.                |                                                          |                                        | Stig Kleven (NOR) · 6–5           |                                 |             |
| Om Dzsinhan (Eom Jin-Han)     | 90 kg       | B csoport · Major Sándor (HUN) · 0–3 · Olaf Koschnitzke (GDR) · 0–4 | 9.                | kiesett                                                  | kiesett                                | kiesett                           | kiesett                         | helyezetlen |
| Ju Jongjol (Yu Yeong-Yeol)    | 100 kg      | B csoport · az 1. fordulóban erőnyerő · Floriano Spiess (BRA) · 18–2 · Maisiba Obwoge (KEN) · kétvállas · Ilija Georgiev (BUL) · 0–17 · Gerhard Himmel (FRG) · 0–7                                                                    | 3.                |                                                          | Jožef Tertei (YUG) · feladta (sérülés) |                                   |                                 | 6.          |

Szabadfogású
| Versenyző                      | Versenyszám | Vigaszágas kiesés | Vigaszágas kiesés | Helyosztók                               | Helyosztók                  | Bronz- mérkőzés        | Döntő                       | Helyezés    |
| Versenyző                      | Versenyszám | Vigaszágas kiesés | Vigaszágas kiesés | 7. helyért                               | 5. helyért                  | Bronz- mérkőzés        | Döntő                       | Helyezés    |
| Versenyző                      | Versenyszám | Ellenfél Eredmény | Hely.             | Ellenfél Eredmény                        | Ellenfél Eredmény           | Ellenfél Eredmény      | Ellenfél Eredmény           | Helyezés    |
| ------------------------------ | ----------- | --- | ----------------- | ---------------------------------------- | --------------------------- | ---------------------- | --------------------------- | ----------- |
| I Szangho (Lee Sang-Ho)        | 48 kg       | B csoport · Kobajasi Takasi (JPN) · feladta (sérülés) | 9.                | kiesett                                  | kiesett                     | kiesett                | kiesett                     | helyezetlen |
| Kim Dzsongo (Kim Jong-O)       | 52 kg       | B csoport · Hszü Csi-hua (Xu Jihua) (CHN) · 15–8 · Ahmad Nasir (AFG) · 8–5 · Tserenbaataryn Enkhbayar (MGL) · 11–3 · Oscar Muñoz (COL) · 12–4 · Bíró László (HUN) · 4–8 · a 6. fordulóban erőnyerő                                         | 3.                |                                          | Arslan Seyhanlı (TUR) · 4–5 |                        |                             | 6.          |
| No Gjongszon (No Gyeong-Seon)  | 57 kg       | B csoport · Jesmond Giordemaina (MLT) · 16–1 · Zoran Šorov (YUG) · 9–5 · Jorge Olvera (MEX) · 19–3 · Asgari Mohammadian (IRI) · 1–16 · Haltma Abttul (MGL) · 6–4 · Valentin Ivanov (BUL) · 7–5                                             | 2.                |                                          |                             | Ahmet Ak (TUR) · 9–8   |                             |             |
| Kim Jonman (Kim Yeon-Man)      | 62 kg       | B csoport · Jörg Helmdach (FRG) · 4–8 · Akbar Fallah (IRI) · 3–4 | 8.                | kiesett                                  | kiesett                     | kiesett                | kiesett                     | helyezetlen |
| Pak Csangszun (Park Jang-Sun)  | 68 kg       | B csoport · Gérard Sartoro (FRA) · 9–4 · René Neyer (SUI) · 15–0 · Daniel Navarrete (ARG) · 15–0 · Cris Brown (AUS) · 5–2 · Khenmedekhiin Amaraa (MGL) · 5–0 · a 6. fordulóban erőnyerő · Nate Carr (USA) · 3–2 · David McKay (CAN) · 13–4 | 1.                |                                          |                             |                        | Arszen Fadzajev (URS) · 0–6 |             |
| Jun Gjongdzse (Yun Gyeong-Jae) | 74 kg       | B csoport · Eusebio Serna (ESP) · 15–0 · Nagy János (HUN) · 9–3 · Lodoin Enkhbayar (MGL) · 1–8 · Gary Holmes (CAN) · 7–4 · Šaban Sejdi (YUG) · 4–2 · Pekka Rauhala (FIN) · kétvállas                                                       | 4.                | Uwe Westendorf (FIN) · feladta (sérülés) |                             |                        |                             | 7.          |
| Han Mjongu (Han Myeong-U)      | 82 kg       | A csoport · Chris Rinke (CAN) · 6–2 · Jozef Lohyňa (TCH) · 2–1 · Francisco Iglesias (ESP) · 13–0 · Itó Acusi (JPN) · 6–0 · Čedo Nikolovski (YUG) · 10–0 · Puntsagiin Sükhbat (MGL) · 5–4                                                   | 1.                |                                          |                             |                        | Necmi Gençalp (TUR) · 4–0   |             |
| Kim Theu (Kim Tae-U)           | 90 kg       | B csoport · Ahmad Al-Shamy (SYR) · 8–2 · Jean-Baptiste Youmbi (CMR) · passzivitás · Mohamed Reza Tupchi (IRI) · passzivitás · Maharbek Hadarcev (URS) · kétvállas · az 5. fordulóban erőnyerő · Rumen Alabakov (BUL) · 5–3                 | 2.                |                                          |                             | Tóth Gábor (HUN) · 1–0 |                             |             |
| Cso Bjongon (Jo Byeong-On)     | 100 kg      | A csoport · Boldyn Javkhlantögs (MGL) · 3–5 · Clark Davis (CAN) · 6–2 · Kartar Dhillon Singh (IND) · 16–1 · Uwe Neupert (GDR) · kétvállas                                                                                                  | 4.                | Noel Loban (GBR) · feladta (sérülés)     |                             |                        |                             | 8.          |
| Ham Dogvon (Ham Deog-Won)      | 130 kg      | A csoport · Jesús Montesdeoca (ESP) · 6–4 · Adam Sandurski (POL) · kétvállas · Andreas Schröder (GDR) · kétvállas | 6.                | kiesett                                  | kiesett                     | kiesett                | kiesett                     | helyezetlen |

## Cselgáncs
| Versenyző                     | Versenyszám  | Csoport | Selejtező                        | 32-es főtábla                               | Nyolcaddöntő                            | Negyeddöntő                               | Elődöntő                                | Vigaszág nyolcaddöntő | Vigaszág negyeddöntő           | Vigaszág elődöntő                     | Bronz- mérkőzés                             | Döntő                                      | Helyezés |
| Versenyző                     | Versenyszám  | Csoport | Ellenfél Eredmény                | Ellenfél Eredmény                           | Ellenfél Eredmény                       | Ellenfél Eredmény                         | Ellenfél Eredmény                       | Ellenfél Eredmény     | Ellenfél Eredmény              | Ellenfél Eredmény                     | Ellenfél Eredmény                           | Ellenfél Eredmény                          | Helyezés |
| ----------------------------- | ------------ | ------- | -------------------------------- | ------------------------------------------- | --------------------------------------- | ----------------------------------------- | --------------------------------------- | --------------------- | ------------------------------ | ------------------------------------- | ------------------------------------------- | ------------------------------------------ | -------- |
| Kim Dzsejop (Kim Jae-Yeop)    | Légsúly      | A       | Mohamed Madhar (SUR) · 1111–0000 | Amiran Totikasvili (URS) · 0001–0000        | Sérgio Pessoa (BRA) · 0000 (bírói)–0000 | Helmut Dietz (FRG) · 1000–0000            | Patrick Roux (FRA) · 0002–0000          |                       |                                |                                       |                                             | Kevin Asano (USA) · 0000 (bírói)–0000      |          |
| I Gjonggun (Lee Gyeong-Geun)  | Harmatsúly   | B       | erőnyerő                         | Drago Bećanović (YUG) · 1000–0000           | Claudio Yafuso (ARG) · 0210–0000        | Bruno Carabetta (FRA) · 0000 (bírói)–0000 | Bujkó Tamás (HUN) · 1111–0000           |                       |                                |                                       |                                             | Janusz Pawłowski (POL) · 0000 (bírói)–0000 |          |
| Pak Csonghi (Park Jeong-Hui)  | Könnyűsúly   | B       | erőnyerő                         | Koga Tosihiko (JPN) · 0000–0001             | kiesett                                 | kiesett                                   | kiesett                                 |                       |                                |                                       |                                             |                                            | 19.      |
| An Bjonggun (An Byeong-Geun)  | Váltósúly    | B       | Johan Laats (BEL) · 1001–0100    | Kevin Doherty (CAN) · 0000–0000 (bírói)     | kiesett                                 | kiesett                                   | kiesett                                 |                       |                                |                                       |                                             |                                            | 20.      |
| Kim Szunggju (Kim Seung-Gyu)  | Középsúly    | B       | erőnyerő                         | Tiberius Nyachwaya (KEN) · 0201–0000        | Peter Seisenbacher (AUT) · 0000–1000    |                                           |                                         |                       | Jorge Bonnet (PUR) · 0212–0000 | Fabien Canu (FRA) · 0000–0000 (bírói) | kiesett                                     |                                            | 7.       |
| Ha Hjongdzsu (Ha Hyeong-Ju)   | Félnehézsúly | A       |                                  | Robert Van de Walle (BEL) · 0000–1001       | kiesett                                 | kiesett                                   | kiesett                                 |                       |                                |                                       |                                             |                                            | 18.      |
| Cso Jongcshol (Jo Yong-Cheol) | Nehézsúly    | A       |                                  | Alexander von der Groeben (FRG) · 1010–0000 | Stefano Venturelli (ITA) · 0100–0000    | Andrzej Basik (POL) · 0010–0000           | Szaitó Hitosi (JPN) · 0000–0000 (bírói) |                       |                                |                                       | Dimitar Zaprjanov (BUL) · 0000 (bírói)–0000 |                                            |          |

## Evezés
Férfi
| Versenyző | Versenyszám              | Előfutam | Előfutam | Vigaszág | Vigaszág | Elődöntő | Elődöntő | Döntő   | Döntő   | Döntő   | Helyezés    |
| Versenyző | Versenyszám              | Idő      | Hely.    | Idő      | Hely.    | Idő      | Hely.    | Típus   | Idő     | Hely.   | Helyezés    |
| --- | ------------------------ | -------- | -------- | -------- | -------- | -------- | -------- | ------- | ------- | ------- | ----------- |
| Im Gjongszok (Im Gyeong-Seok) | Egypárevezős             | 7:39,94  | 4.       | 7:46,40  | 4.       | kiesett  | kiesett  | kiesett | kiesett | kiesett | helyezetlen |
| Hong Dzseho (Hong Jae-Ho) I Hjonggi (Lee Hyeong-Gi) Jun Namho (Yun Nam-Ho) Jun Jongho (Yun Yong-Ho) | Kormányos nélküli négyes | 6:46,62  | 5.       | 6:50,47  | 6.       |          |          | kiesett | kiesett | kiesett | helyezetlen |
| Csong Dzsevon (Jeong Jae-Won) Kang Mangu (Gang Man-Gu) I Thehva (Lee Tae-Hwa) Pak Szongne (Park Seong-Nae) Jang Gvangdzse (Yang Gwang-Jae) | Kormányos négyes         | 6:57,99  | 4.       | 7:19,22  | 5.       |          |          | kiesett | kiesett | kiesett | helyezetlen |
| Csong Bujong (Jeong Bu-Yeong) Csong Ingjo (Jeong In-Gyo) Csong Gvangszu (Jeong Gwang-Su) Ha Dzsinsik (Ha Jin-Sik) Hjon Szongin (Hyeon Seong-In) Kim Gapsik (Kim Gap-Sik) Ko Gvangszon (Go Gwang-Seon) I Honggun (Lee Hong-Geun) Im Dzseman (Im Jae-Man) | Nyolcas                  | 6:15,40  | 5.       | 6:17,81  | 4.       |          |          | B       | 6:16,73 | 4.      | 10.         |

Női
| Versenyző | Versenyszám              | Előfutam | Előfutam | Vigaszág | Vigaszág | Döntő | Döntő   | Döntő | Helyezés |
| Versenyző | Versenyszám              | Idő      | Hely.    | Idő      | Hely.    | Típus | Idő     | Hely. | Helyezés |
| --- | ------------------------ | -------- | -------- | -------- | -------- | ----- | ------- | ----- | -------- |
| Csang Mjonghi (Jang Myeong-Hui) Han Hjeszun (Han Hye-Sun)                                                                                  | Kétpárevezős             | 8:16,55  | 5.       | 8:13,57  | 4.       | B     | 8:58,45 | 4.    | 10.      |
| Kong Dzsongbe (Gong Jeong-Bae) I Bjongin (Lee Byeong-In)                                                                                   | Kormányos nélküli kettes | 8:34,90  | 5.       | 8:18,62  | 4.       | B     | 8:25,14 | 4.    | 10.      |
| Kang Minhung (Gang Min-Heung) Kuk Inszuk (Guk In-Suk) I Gvangszun (Lee Gwang-Sun) Nam Szangnan (Nam Sang-Ran) Pak Midzsong (Park Mi-Jeong) | Kormányos négyes         | 8:09,58  | 5.       | 8:13,07  | 4.       | B     | 8:07,71 | 4.    | 10.      |

## Gyeplabda

### Férfi
| Dél-koreai férfi gyeplabdacsapat-játékoskeret | Dél-koreai férfi gyeplabdacsapat-játékoskeret |
| --- | --- |
| - Szong Szokcshan (Song Seok-Chan) - Kim Jongdzsun (Kim Yeong-Jun) - Kim Dzsonggap (Kim Jong-Gap) - Csong Budzsin (Jeong Bu-Jin) - Csong Gjeszok (Jeong Gye-Seok) - Kim Dzsecshon (Kim Jae-Cheon) - Kvon Szunphil (Kwon Sun-Pil) - Mo Dzsijong (Mo Ji-Yeong) | - Csi Dzsegvan (Ji Jae-Gwan) - Kim Manhö (Kim Man-Hoe) - Han Dzsinszu (Han Jin-Su) - I Hungphjo (Lee Heung-Pyo) - Ho Szangnjong (Heo Sang-Nyeong) - Pak Csesik (Park Jae-Sik) - Ju Szungdzsin (Yu Seung-Jin) - Sin Szokkjun (Sin Seok-Gyun) |

#### Eredmények
Csoportkör
B csoport
| Csapat               | M | Gy | D | V | G+ | G– | Gk  | P |
| -------------------- | - | -- | - | - | -- | -- | --- | - |
| NSZK (FRG)           | 5 | 4  | 1 | 0 | 13 | 3  | +10 | 9 |
| Nagy-Britannia (GBR) | 5 | 3  | 1 | 1 | 12 | 5  | +7  | 7 |
| India (IND)          | 5 | 2  | 1 | 2 | 9  | 7  | +2  | 5 |
| Szovjetunió (URS)    | 5 | 2  | 1 | 2 | 5  | 10 | –5  | 5 |
| Dél-Korea (KOR)      | 5 | 0  | 2 | 3 | 5  | 10 | –5  | 2 |
| Kanada (CAN)         | 5 | 0  | 2 | 3 | 3  | 12 | –9  | 2 |

| 1988. szeptember 18. | Nagy-Britannia (GBR) | 2–2 | Dél-Korea (KOR) |  |
| 1988. szeptember 18. | (1–0)                |     |                 |  |

| 1988. szeptember 20. | Szovjetunió (URS) | 3–1 | Dél-Korea (KOR) |  |
| 1988. szeptember 20. | (1–1)             |     |                 |  |

| 1988. szeptember 22. | Dél-Korea (KOR) | 1–3 | India (IND) |  |
| 1988. szeptember 22. | (1–0)           |     |             |  |

| 1988. szeptember 24. | NSZK (FRG) | 1–0 | Dél-Korea (KOR) |  |
| 1988. szeptember 24. | (0–0)      |     |                 |  |

| 1988. szeptember 26. | Kanada (CAN) | 1–1 | Dél-Korea (KOR) |  |
| 1988. szeptember 26. | (1–1)        |     |                 |  |

A 9–12. helyért
| 1988. szeptember 28. | Dél-Korea (KOR) | 5–2 (h. u.) | Kenya (KEN) |  |
| 1988. szeptember 28. | (2–1, 2–2, 5–2) |             |             |  |

A 9. helyért
| 1988. szeptember 29. | Spanyolország (ESP) | 2–0 | Dél-Korea (KOR) |  |
| 1988. szeptember 29. | (1–0)               |     |                 |  |

| Csapat          | Helyezés |
| --------------- | -------- |
| Dél-Korea (KOR) | 10.      |

### Női
| Dél-koreai női gyeplabdacsapat-játékoskeret | Dél-koreai női gyeplabdacsapat-játékoskeret |
| --- | --- |
| - Kim Miszon (Kim Mi-Seon) - Han Ogjong (Han O-Gyeong) - Csang Undzsong (Jang Eun-Jeong) - Han Gumsil (Han Geum-Sil) - Cshö Cshunok (Choi Chun-Ok) - Kim Szundok (Kim Sun-Deok) - Csong Szanghjon (Jeong Sang-Hyeon) - Csin Vonsim (Jin Won-Sim) | - Hvang Gumszuk (Hwang Geum-Suk) - Cso Gihjang (Jo Gi-Hyang) - Szo Gvangmi (Seo Gwang-Mi) - Pak Szundzsa (Park Sun-Ja) - Kim Jongszuk (Kim Yeong-Suk) - Szo Hjoszon (Seo Hyo-Seon) - Im Gjeszuk (Im Gye-Suk) - Csong Ungjong (Jeong Eun-Gyeong) |

#### Eredmények
Csoportkör
B csoport
| Csapat           | M | Gy | D | V | G+ | G– | Gk | P |
| ---------------- | - | -- | - | - | -- | -- | -- | - |
| Dél-Korea (KOR)  | 3 | 2  | 1 | 0 | 12 | 7  | +5 | 5 |
| Ausztrália (AUS) | 3 | 1  | 2 | 0 | 7  | 6  | +1 | 4 |
| NSZK (FRG)       | 3 | 1  | 0 | 2 | 3  | 6  | –3 | 2 |
| Kanada (CAN)     | 3 | 0  | 1 | 2 | 3  | 6  | –3 | 1 |

| 1988. szeptember 21. | Dél-Korea (KOR) | 4–1 | NSZK (FRG) |  |
| 1988. szeptember 21. | (2–1)           |     |            |  |

| 1988. szeptember 23. | Dél-Korea (KOR) | 3–1 | Kanada (CAN) |  |
| 1988. szeptember 23. | (2–1)           |     |              |  |

| 1988. szeptember 25. | Ausztrália (AUS) | 5–5 | Dél-Korea (KOR) |  |
| 1988. szeptember 25. | (4–3)            |     |                 |  |

Elődöntő
| 1988. szeptember 27. | Dél-Korea (KOR) | 1–0 | Nagy-Britannia (GBR) |  |
| 1988. szeptember 27. | (1–0)           |     |                      |  |

Döntő
| 1988. szeptember 30. | Ausztrália (AUS) | 2–0 | Dél-Korea (KOR) |  |
| 1988. szeptember 30. | (0–0)            |     |                 |  |

| Csapat          | Helyezés |
| --------------- | -------- |
| Dél-Korea (KOR) |          |

## Íjászat
Férfi
| Versenyző                                                                     | Versenyszám | Selejtező | Selejtező | Nyolcaddöntő | Nyolcaddöntő | Negyeddöntő | Negyeddöntő | Elődöntő | Elődöntő | Döntő   | Döntő    |
| Versenyző                                                                     | Versenyszám | Pont      | Hely.     | Pont         | Hely.        | Pont        | Hely.       | Pont     | Hely.    | Pont    | Helyezés |
| ----------------------------------------------------------------------------- | ----------- | --------- | --------- | ------------ | ------------ | ----------- | ----------- | -------- | -------- | ------- | -------- |
| Pak Szongszu (Park Seong-Su)                                                  | Egyéni      | 1303      | 2.        | 322          | 4.           | 324         | 5.          | 329      | 4.       | 336     |          |
| Cson Inszu (Jeon In-Su)                                                       | Egyéni      | 1284      | 6.        | 326          | 2.           | 323         | 6.          | 334      | 1.       | 331     | 4.       |
| I Hanszop (Lee Han-Seop)                                                      | Egyéni      | 1275      | 12.       | 314          | 10.          | 320         | 11.         | 321      | 10.      | kiesett | kiesett  |
| I Hanszop (Lee Han-Seop) Cson Inszu (Jeon In-Su) Pak Szongszu (Park Seong-Su) | Csapat      | 3862      | 1.        |              |              |             |             | 960      | 6.       | 986     |          |

Női
| Versenyző                                                                                | Versenyszám | Selejtező | Selejtező | Nyolcaddöntő | Nyolcaddöntő | Negyeddöntő | Negyeddöntő | Elődöntő | Elődöntő | Döntő | Döntő    |
| Versenyző                                                                                | Versenyszám | Pont      | Hely.     | Pont         | Hely.        | Pont        | Hely.       | Pont     | Hely.    | Pont  | Helyezés |
| ---------------------------------------------------------------------------------------- | ----------- | --------- | --------- | ------------ | ------------ | ----------- | ----------- | -------- | -------- | ----- | -------- |
| Kim Szunjong (Kim Su-Nyeong)                                                             | Egyéni      | 1331      | 1.        | 331          | 2.           | 337         | 1.          | 340      | 1.       | 344   |          |
| Vang Higjong (Wang Hui-Gyeong)                                                           | Egyéni      | 1298      | 2.        | 320          | 5.           | 330         | 2.          | 332      | 2.       | 332   |          |
| Jun Jongszuk (Yun Yeong-Suk)                                                             | Egyéni      | 1296      | 3.        | 328          | 3.           | 326         | 5.          | 326      | 7.       | 327   |          |
| Kim Szunjong (Kim Su-Nyeong) Vang Higjong (Wang Hui-Gyeong) Jun Jongszuk (Yun Yeong-Suk) | Csapat      | 3925      | 1.        |              |              |             |             | 1000     | 1.       | 982   |          |

## Kajak-kenu
Férfi
| Versenyző | Versenyszám         | Előfutam | Előfutam | Előfutam | Vigaszág       | Vigaszág       | Vigaszág       | Elődöntő | Elődöntő | Elődöntő | Döntő   | Döntő    |
| Versenyző | Versenyszám         | Idő      | Hely.    | Össz.    | Idő            | Hely.          | Össz.          | Idő      | Hely.    | Össz.    | Idő     | Helyezés |
| --- | ------------------- | -------- | -------- | -------- | -------------- | -------------- | -------------- | -------- | -------- | -------- | ------- | -------- |
| Cshon Insik (Cheon In-Sik)                                                                                        | Kajak egyes 500 m   | 1:49,86  | 5.       | 15.      | verseny nélkül | verseny nélkül | verseny nélkül | 1:51,17  | 5.       | 15.      | kiesett | kiesett  |
| Kim Dongszu (Kim Dong-Su)                                                                                         | Kajak egyes 1000 m  | 4:10,42  | 7.       | 18.      | 4:05,51        | 4.             | 9.             | kiesett  | kiesett  | kiesett  | kiesett | kiesett  |
| Pjon Szangszu (Byeon Sang-Su) Jun Giszu (Yun Gi-Su)                                                               | Kajak kettes 500 m  | 1:41,80  | 5.       | 18.      | 1:44,64        | 5.             | 10.            | kiesett  | kiesett  | kiesett  | kiesett | kiesett  |
| Pak Cshagun (Park Cha-Geun) Cshon Insik (Cheon In-Sik)                                                            | Kajak kettes 1000 m | 3:47,21  | 6.       | 20.      | 3:36,70        | 6.             | 7.             | kiesett  | kiesett  | kiesett  | kiesett | kiesett  |
| Szo Gjongszok (Seo Gyeong-Seok) Jun Jongde (Yun Yeong-Dae) I Jongcshol (Lee Yong-Cheol) Kim Dongszu (Kim Dong-Su) | Kajak négyes 1000 m | 3:23,32  | 6.       | 16.      | 3:26,79        | 5.             | 9.             | kiesett  | kiesett  | kiesett  | kiesett | kiesett  |
| Csang Jongcshol (Jang Yeong-Cheol)                                                                                | Kenu egyes 500 m    | 2:11,96  | 6.       | 12.      | 2:05,85        | 3.             | 3.             | 2:05,04  | 5.       | 14.      | kiesett | kiesett  |
| Csang Jongcshol (Jang Yeong-Cheol)                                                                                | Kenu egyes 1000 m   | 4:47,95  | 8.       | 15.      | 4:43,95        | 5.             | 8.             | kiesett  | kiesett  | kiesett  | kiesett | kiesett  |
| Cshö Cshanghvan (Choi Chang-Hwan) Pak Kjongcshol (Park Gyeong-Cheol)                                              | Kenu kettes 500 m   | 2:01,08  | 5.       | 17.      | 2:05,58        | 4.             | 8.             | kiesett  | kiesett  | kiesett  | kiesett | kiesett  |
| Cshö Cshanghvan (Choi Chang-Hwan) Pak Kjongcshol (Park Gyeong-Cheol)                                              | Kenu kettes 1000 m  | 4:23,51  | 5.       | 16.      | 4:18,23        | 5.             | 5.             | kiesett  | kiesett  | kiesett  | kiesett | kiesett  |

Női
| Versenyző                                                                                        | Versenyszám        | Előfutam | Előfutam | Előfutam | Vigaszág | Vigaszág | Vigaszág | Elődöntő | Elődöntő | Elődöntő | Döntő   | Döntő    |
| Versenyző                                                                                        | Versenyszám        | Idő      | Hely.    | Össz.    | Idő      | Hely.    | Össz.    | Idő      | Hely.    | Össz.    | Idő     | Helyezés |
| ------------------------------------------------------------------------------------------------ | ------------------ | -------- | -------- | -------- | -------- | -------- | -------- | -------- | -------- | -------- | ------- | -------- |
| Kim Midzsa (Kim Mi-Ja)                                                                           | Kajak egyes 500 m  | 2:11,76  | 5.       | 14.      |          |          |          | 2:11,99  | 5.       | 15.      | kiesett | kiesett  |
| I Dohi (Lee Do-Hui) Cshö Szonhjong (Choi Seon-Hyeong)                                            | Kajak kettes 500 m | 1:57,10  | 6.       | 12.      | 2:00,34  | 4.       | 8.       | kiesett  | kiesett  | kiesett  | kiesett | kiesett  |
| Cshö Szonhjong (Choi Seon-Hyeong) Csong Mi (Jeong Mi) Kim Midzsa (Kim Mi-Ja) I Dohi (Lee Do-Hui) | Kajak négyes 500 m | 1:49,97  | 7.       | 13.      | 1:51,16  | 7.       | 7.       | kiesett  | kiesett  | kiesett  | kiesett | kiesett  |

## Kerékpározás

### Országúti kerékpározás
Férfi
| Versenyző | Versenyszám     | Idő                  | Helyezés |
| --- | --------------- | -------------------- | -------- |
| Pak Hjongon (Park Hyeon-Gon)                                                                                 | Mezőnyverseny   | 4:32:56 (+0:34)      | 21.      |
| I Dzsinok (Lee Jin-Ok)                                                                                       | Mezőnyverseny   | 4:32:56 (+0:34)      | 85.      |
| Sin Decshol (Sin Dae-Cheol)                                                                                  | Mezőnyverseny   | 4:34:13 (+1:51)      | 90.      |
| Cso Dokheng (Jo Deok-Haeng) I Dzsinok (Lee Jin-Ok) Pak Hjongon (Park Hyeon-Gon) Ju Bjonghon (Yu Byeong-Heon) | Csapat időfutam | 2:16:16,9 (+18:29,2) | 24.      |

Női
| Versenyző                      | Versenyszám   | Idő             | Helyezés |
| ------------------------------ | ------------- | --------------- | -------- |
| Kim Gjongszuk (Kim Gyeong-Suk) | Mezőnyverseny | 2:00:52 (+0:00) | 31.      |
| No Jomdzsu (No Yeom-Ju)        | Mezőnyverseny | 2:00:52 (+0:00) | 37.      |
| Hong Jongmi (Hong Yeong-Mi)    | Mezőnyverseny | 2:03:24 (+2:32) | 49.      |

### Pálya-kerékpározás
Sprintversenyek
| Versenyző                     | Versenyszám  | Selejtező | Selejtező | 1. forduló                                                           | 1. forduló | Vigaszág                                                                  | Vigaszág | 2. forduló             | 2. forduló | Vigaszág             | Vigaszág | Negyeddöntő          | 5–8. helyért           | 5–8. helyért | Elődöntő             | Döntő                | Helyezés |
| Versenyző                     | Versenyszám  | Idő       | Hely.     | Ellenfelek Győztes idő                                               | Hely.      | Ellenfelek Győztes idő                                                    | Hely.    | Ellenfelek Győztes idő | Hely.      | Ellenfél Győztes idő | Hely.    | Ellenfél Győztes idő | Ellenfelek Győztes idő | Hely.        | Ellenfél Győztes idő | Ellenfél Győztes idő | Helyezés |
| ----------------------------- | ------------ | --------- | --------- | -------------------------------------------------------------------- | ---------- | ------------------------------------------------------------------------- | -------- | ---------------------- | ---------- | -------------------- | -------- | -------------------- | ---------------------- | ------------ | -------------------- | -------------------- | -------- |
| Om Jongszop (Eom Yeong-Seop)  | Férfi egyéni | 11,222    | 17.       | Lutz Heßlich (GDR) · Rosman Alwi (MAS) · 11,25                       | 2.         | Maxwell Cheeseman (TRI) · Gustavo Faris (ARG) · José Moreno (ESP) · 12,11 | 3.       | kiesett                | kiesett    | kiesett              | kiesett  | kiesett              | kiesett                | kiesett      | kiesett              | kiesett              | kiesett  |
| Kim Dzsinjong (Kim Jin-Yeong) | Női egyéni   | 12,416    | 9.        | Erika Salumäe (URS) · Jang Hsziu-csen (Yang Hsiu-Chen) (TPE) · 12,83 | 3.         | Julie Speight (AUS) · 13,04                                               | 2.       |                        |            | kiesett              | kiesett  | kiesett              | kiesett                | kiesett      | kiesett              | kiesett              | kiesett  |

Üldözőversenyek
| Versenyző                                                                                                 | Versenyszám  | Selejtező | Selejtező | Nyolcaddöntő | Nyolcaddöntő | Negyeddöntő  | Negyeddöntő | Elődöntő     | Elődöntő  | Döntő        | Döntő     | Helyezés |
| Versenyző                                                                                                 | Versenyszám  | Idő       | Hely.     | Ellenfél Idő | Saját idő    | Ellenfél Idő | Saját idő   | Ellenfél Idő | Saját idő | Ellenfél Idő | Saját idő | Helyezés |
| --- | ------------ | --------- | --------- | ------------ | ------------ | ------------ | ----------- | ------------ | --------- | ------------ | --------- | -------- |
| Pak Minszu (Park Min-Su)                                                                                  | Férfi egyéni | 4:58,57   | 19.       | kiesett      | kiesett      | kiesett      | kiesett     | kiesett      | kiesett   | kiesett      | kiesett   | kiesett  |
| An Uhjok (An U-Hyeok) Csong Dzsomsik (Jeong Jeom-Sik) Kim Jonggju (Kim Yong-Gyu) Pak Minszu (Park Min-Su) | Férfi csapat | 4:34,55   | 18.       |              |              | kiesett      | kiesett     | kiesett      | kiesett   | kiesett      | kiesett   | kiesett  |

Időfutam
| Név                          | Versenyszám  | Idő      | Helyezés |
| ---------------------------- | ------------ | -------- | -------- |
| Om Jongszop (Eom Yeong-Seop) | Férfi egyéni | 1:07,000 | 15.      |

Pontverseny
| Név                       | Versenyszám | Selejtező | Selejtező  | Selejtező | Döntő | Döntő      | Döntő    |
| Név                       | Versenyszám | Pont      | Körhátrány | Hely.     | Pont  | Körhátrány | Helyezés |
| ------------------------- | ----------- | --------- | ---------- | --------- | ----- | ---------- | -------- |
| To Uncshol (Do Eun-Cheol) | Férfi       | 29        | 0          | 1.        | 4     | -3         | 19.      |

## Kézilabda

### Férfi
| Dél-koreai férfi gyeplabdacsapat-játékoskeret | Dél-koreai férfi gyeplabdacsapat-játékoskeret |
| --- | --- |
| - Cshö Szokcse (Choi Seok-Jae) - Kang Dzsevon (Gang Jae-Won) - Kim Dzsehvan (Kim Jae-Hwan) - Ko Szokcsang (Go Seok-Chang) - Im Dzsinszok (Im Jin-Seok) - O Jonggi (O Yong-Gi) - Pak Tohon (Park Do-Heon) | - Pak Jongde (Park Yeong-Dae) - No Hjonszok (No Hyeon-Seok) - Sim Dzsehong (Sim Jae-Hong) - Sin Jongszok (Sin Yeong-Seok) - Jun Theil (Yun Tae-Il) - I Szanghjo (Lee Sang-Hyo) |

#### Eredmények
Csoportkör
B csoport
| Csapat              | M | Gy | D | V | G+  | G–  | Gk  | P |
| ------------------- | - | -- | - | - | --- | --- | --- | - |
| Dél-Korea (KOR)     | 5 | 4  | 0 | 1 | 127 | 117 | +10 | 8 |
| Magyarország (HUN)  | 5 | 3  | 0 | 2 | 102 | 93  | +9  | 6 |
| Csehszlovákia (TCH) | 5 | 3  | 0 | 2 | 109 | 103 | +6  | 6 |
| NDK (GDR)           | 5 | 3  | 0 | 2 | 109 | 100 | +9  | 6 |
| Spanyolország (ESP) | 5 | 2  | 0 | 3 | 101 | 106 | –5  | 4 |
| Japán (JPN)         | 5 | 0  | 0 | 5 | 97  | 126 | –29 | 0 |

- Magyarország, Csehszlovákia és az NDK azonos pontszámmal végzett, a sorrend meghatározásakor a Japán elleni eredményeket nem vették figyelembe.

| 1988. szeptember 20. 11:30 | Magyarország (HUN) | 20–22 | Dél-Korea (KOR) |  |
| 1988. szeptember 20. 11:30 | (9–11)             |       |                 |  |
| 1988. szeptember 20. 11:30 |                    |       |                 |  |

| 1988. szeptember 22. 15:30 | NDK (GDR) | 22–23 | Dél-Korea (KOR) |  |
| 1988. szeptember 22. 15:30 | (13–9)    |       |                 |  |
| 1988. szeptember 22. 15:30 |           |       |                 |  |

| 1988. szeptember 24. 19:30 | Dél-Korea (KOR) | 29–28 | Csehszlovákia (TCH) |  |
| 1988. szeptember 24. 19:30 | (15–12)         |       |                     |  |
| 1988. szeptember 24. 19:30 |                 |       |                     |  |

| 1988. szeptember 26. 19:30 | Dél-Korea (KOR) | 33–24 | Japán (JPN) |  |
| 1988. szeptember 26. 19:30 | (18–11)         |       |             |  |
| 1988. szeptember 26. 19:30 |                 |       |             |  |

| 1988. szeptember 28. 15:30 | Spanyolország (ESP) | 23–20 | Dél-Korea (KOR) |  |
| 1988. szeptember 28. 15:30 | (10–9)              |       |                 |  |
| 1988. szeptember 28. 15:30 |                     |       |                 |  |

Döntő
| 1988. október 1. 17:00 | Szovjetunió (URS) | 32–25 | Dél-Korea (KOR) |  |
| 1988. október 1. 17:00 | (17–11)           |       |                 |  |
| 1988. október 1. 17:00 |                   |       |                 |  |

| Csapat          | Helyezés |
| --------------- | -------- |
| Dél-Korea (KOR) |          |

### Női
| Dél-koreai női gyeplabdacsapat-játékoskeret | Dél-koreai női gyeplabdacsapat-játékoskeret |
| --- | --- |
| - Han Hjonszuk (Han Hyeon-Suk) - Kim Miszuk (Kim Mi-Suk) - Kim Cshunnje (Kim Chun-Rye) - Kim Hjonmi (Kim Hyeon-Mi) - Kim Gjongszun (Kim Gyeong-Sun) - I Giszun (Lee Gi-Sun) | - Im Migjong (Im Mi-Gyeong) - Szon Mina (Son Mi-Na) - Szong Dzsihjon (Song Ji-Hyeon) - Szok Minhi (Seok Min-Hui) - Szong Gjonghva (Seong Gyeong-Hwa) - Kim Mjongszun (Kim Myeong-Sun) |

#### Eredmények
Csoportkör
A csoport
| Csapat                 | M | Gy | D | V | G+ | G– | Gk  | P |
| ---------------------- | - | -- | - | - | -- | -- | --- | - |
| Dél-Korea (KOR)        | 3 | 2  | 0 | 1 | 76 | 67 | +9  | 4 |
| Jugoszlávia (YUG)      | 3 | 2  | 0 | 1 | 58 | 58 | +0  | 4 |
| Csehszlovákia (TCH)    | 3 | 2  | 0 | 1 | 81 | 69 | +12 | 4 |
| Egyesült Államok (USA) | 3 | 0  | 0 | 3 | 55 | 76 | –21 | 0 |

- Dél-Korea, Jugoszlávia és Csehszlovákia között a sorrendet az egymás elleni eredmény határozta meg.

| 1988. szeptember 21. 10:00 | Csehszlovákia (TCH) | 27–33 | Dél-Korea (KOR) |  |
| 1988. szeptember 21. 10:00 | (9–15)              |       |                 |  |
| 1988. szeptember 21. 10:00 |                     |       |                 |  |

| 1988. szeptember 23. 14:00 | Jugoszlávia (YUG) | 22–19 | Dél-Korea (KOR) |  |
| 1988. szeptember 23. 14:00 | (10–13)           |       |                 |  |
| 1988. szeptember 23. 14:00 |                   |       |                 |  |

| 1988. szeptember 25. 10:00 | Dél-Korea (KOR) | 24–18 | Egyesült Államok (USA) |  |
| 1988. szeptember 25. 10:00 | (11–10)         |       |                        |  |
| 1988. szeptember 25. 10:00 |                 |       |                        |  |

Négyes döntő
| 1988. szeptember 27. 15:30 | Dél-Korea (KOR) | 23–20 | Norvégia (NOR) |  |
| 1988. szeptember 27. 15:30 | (10–9)          |       |                |  |
| 1988. szeptember 27. 15:30 |                 |       |                |  |

| 1988. szeptember 29. 15:30 | Dél-Korea (KOR) | 21–19 | Szovjetunió (URS) |  |
| 1988. szeptember 29. 15:30 | (13–11)         |       |                   |  |
| 1988. szeptember 29. 15:30 |                 |       |                   |  |

| Csapat          | Helyezés |
| --------------- | -------- |
| Dél-Korea (KOR) |          |

## Kosárlabda

### Férfi
| Dél-koreai férfi kosárlabdacsapat-játékoskeret | Dél-koreai férfi kosárlabdacsapat-játékoskeret |
| --- | --- |
| - Cshö Csholgvon (Choi Cheol-Gwon) - Han Gibom (Han Gi-Beom) - Ho Dzse (Heo Jae) - Kim Hjondzsun (Kim Hyeon-Jun) - Kim Junho (Kim Yun-Ho) - Kim Juthek (Kim Yu-Taek) | - I Cshunghi (Lee Chung-Hui) - I Mungju (Lee Mun-gyu) - I Vonu (Lee Won-U) - O Szeung (O Se-Ung) - Pak Csongcshon (Park Jong-Cheon) - Ju Dzsehak (Yu Jae-Hak) |

#### Eredmények
Csoportkör
A csoport
| Csapat                          | M | Gy | V | P+  | P–  | Pk  |
| ------------------------------- | - | -- | - | --- | --- | --- |
| Jugoszlávia (YUG)               | 5 | 4  | 1 | 468 | 384 | +84 |
| Szovjetunió (URS)               | 5 | 4  | 1 | 460 | 393 | +67 |
| Ausztrália (AUS)                | 5 | 3  | 2 | 429 | 408 | +21 |
| Puerto Rico (PUR)               | 5 | 3  | 2 | 382 | 387 | –5  |
| Közép-afrikai Köztársaság (CAF) | 5 | 1  | 4 | 346 | 436 | –90 |
| Dél-Korea (KOR)                 | 5 | 0  | 5 | 384 | 461 | –77 |

| 1988. szeptember 18. | Közép-afrikai Köztársaság (CAF) | 73–70 | Dél-Korea (KOR) |  |
| 1988. szeptember 18. | (47–30)                         |       |                 |  |

| 1988. szeptember 20. | Dél-Korea (KOR) | 74–79 | Puerto Rico (PUR) |  |
| 1988. szeptember 20. | (30–38)         |       |                   |  |

| 1988. szeptember 21. | Dél-Korea (KOR) | 92–104 | Jugoszlávia (YUG) |  |
| 1988. szeptember 21. | (46–48)         |        |                   |  |

| 1988. szeptember 23. | Dél-Korea (KOR) | 73–110 | Szovjetunió (URS) |  |
| 1988. szeptember 23. | (38–59)         |        |                   |  |

| 1988. szeptember 24. | Ausztrália (AUS) | 95–75 | Dél-Korea (KOR) |  |
| 1988. szeptember 24. | (39–51)          |       |                 |  |

A 9–12. helyért
| 1988. szeptember 26. | Kína (CHN) | 90–93 | Dél-Korea (KOR) |  |
| 1988. szeptember 26. | (48–47)    |       |                 |  |

A 9. helyért
| 1988. szeptember 29. | Dél-Korea (KOR) | 89–81 | Közép-afrikai Köztársaság (CAF) |  |
| 1988. szeptember 29. | (43–41)         |       |                                 |  |

| Csapat          | Helyezés |
| --------------- | -------- |
| Dél-Korea (KOR) | 9.       |

### Női
| Dél-koreai női kosárlabdacsapat-játékoskeret | Dél-koreai női kosárlabdacsapat-játékoskeret |
| --- | --- |
| - Cso Mundzsu (Jo Mun-Ju) - Cshö Gjonghi (Choi Gyeong-Hui) - Csong Migjong (Jeong Mi-Gyeong) - Kim Hvaszun (Kim Hwa-Sun) - Kim Marjon (Kim Mar-Yeon) - I Hjongszuk (Lee Hyeong-Suk) | - Kim Gundzsin (Kim Geum-Jin) - Pak Cshamni (Park Cham-Ni) - Pak Cshanszuk (Park Chan-Suk) - Szong Dzsonga (Seong Jeong-A) - O Gungjong (U Geun-Gyeong) - Kim Hjejon (Kim Hye-Yeon) |

#### Eredmények
Csoportkör
A csoport
| Csapat            | M | Gy | V | P+  | P–  | Pk  | P |
| ----------------- | - | -- | - | --- | --- | --- | - |
| Ausztrália (AUS)  | 3 | 2  | 1 | 178 | 196 | –18 | 5 |
| Szovjetunió (URS) | 3 | 2  | 1 | 208 | 188 | +20 | 5 |
| Bulgária (BUL)    | 3 | 1  | 2 | 217 | 241 | –24 | 4 |
| Dél-Korea (KOR)   | 3 | 1  | 2 | 244 | 222 | +22 | 4 |

| 1988. szeptember 19. | Ausztrália (AUS) | 55–91 | Dél-Korea (KOR) |  |
| 1988. szeptember 19. | (20–41)          |       |                 |  |

| 1988. szeptember 22. | Dél-Korea (KOR) | 66–69 | Szovjetunió (URS) |  |
| 1988. szeptember 22. | (35–33)         |       |                   |  |

| 1988. szeptember 25. | Bulgária (BUL) | 98–87 | Dél-Korea (KOR) |  |
| 1988. szeptember 25. | (48–51)        |       |                 |  |

Az 5–8. helyért
| 1988. szeptember 27. | Kína (CHN)     | 97–95 (h. u.) | Dél-Korea (KOR) |  |
| 1988. szeptember 27. | (43–38, 85–85) |               |                 |  |

A 7. helyért
| 1988. szeptember 28. | Dél-Korea (KOR) | 77–59 | Csehszlovákia (TCH) |  |
| 1988. szeptember 28. | (41–26)         |       |                     |  |

| Csapat          | Helyezés |
| --------------- | -------- |
| Dél-Korea (KOR) | 7.       |

## Labdarúgás
| Dél-koreai férfi labdarúgáscsapat-játékoskeret | Dél-koreai férfi labdarúgáscsapat-játékoskeret |
| --- | --- |
| - Cso Bjongduk (Jo Byeong-Deuk) - Cso Minguk (Jo Min-Guk) - Cshö Ganghi (Choi Gang-Hui) - Cshö Szangguk (Choi Sang-Guk) - Cshö Szunho (Choi Sun-Ho) - Cshö Jungjom (Choi Yun-Gyeom) - Csong Hevon (Jeong Hae-Won) - Csong Njohvan (Jeong Ryo-Hwan) | - Kim Dzsuszong (Kim Ju-Seong) - Kim Jongsze (Kim Yong-Se) - Ku Szangbom (Gu Sang-Beom) - I Theho (Lee Tae-Ho) - No Szudzsin (No Su-Jin) - Pak Gjonghun (Park Gyeong-Hun) - Jo Bomgju (Yeo Beom-Gyu) - Pjon Bjondzsu (Byeon Byeong-Ju) |

### Eredmények
Csoportkör
C csoport
| Csapat                 | M | Gy | D | V | Rg | Kg | Gk | P |
| ---------------------- | - | -- | - | - | -- | -- | -- | - |
| Szovjetunió (URS)      | 3 | 2  | 1 | 0 | 6  | 2  | +4 | 5 |
| Argentína (ARG)        | 3 | 1  | 1 | 1 | 4  | 4  | 0  | 3 |
| Dél-Korea (KOR)        | 3 | 0  | 2 | 1 | 1  | 2  | –1 | 2 |
| Egyesült Államok (USA) | 3 | 0  | 2 | 1 | 3  | 5  | –2 | 2 |

| 1988. szeptember 18. 17:00 (UTC+9) |

| Dél-Korea (KOR) | 0–0         | Szovjetunió (URS) |
| --------------- | ----------- | ----------------- |
|                 | Jegyzőkönyv |                   |

| Goodeok Stadium, Puszan Nézőszám: 30 000 Játékvezető: Tullio Lanese (olasz) |

| 1988. szeptember 20. 17:00 (UTC+9) |

| Dél-Korea (KOR) | 0–0         | Egyesült Államok (USA) |
| --------------- | ----------- | ---------------------- |
|                 | Jegyzőkönyv |                        |

| Goodeok Stadium, Puszan Nézőszám: 22 000 Játékvezető: Baba Laouissi (marokkói) |

| 1988. szeptember 22. 17:00 (UTC+9) |

| Dél-Korea (KOR)             | 1–2               | Argentína (ARG)      |
| --------------------------- | ----------------- | -------------------- |
| No Szudzsin (No Su-Jin) 14' | (1–1) Jegyzőkönyv | Alfaro 3' Fabbri 73' |

| Goodeok Stadium, Puszan Nézőszám: 30 000 Játékvezető: Christopher Bambridge (ausztrál) |

| Csapat          | Helyezés |
| --------------- | -------- |
| Dél-Korea (KOR) | 9.       |

## Lovaglás
Díjlovaglás
| Versenyző                       | Ló     | Versenyszám | Selejtező | Selejtező | Döntő   | Döntő    |
| Versenyző                       | Ló     | Versenyszám | Pont      | Hely.     | Pont    | Helyezés |
| ------------------------------- | ------ | ----------- | --------- | --------- | ------- | -------- |
| Szo Dzsonggjun (Seo Jeong-Gyun) | Pascal | Egyéni      | 1324      | 13.       | 1349    | 10.      |
| Sin Cshangmu (Sin Chang-Mu)     | Lugana | Egyéni      | 1101      | 50.       | kiesett | kiesett  |

Díjugratás
| Versenyző | Ló           | Versenyszám | Selejtező | Selejtező | Selejtező | Selejtező | Döntő   | Döntő   | Döntő   | Döntő   | Döntő    |
| Versenyző | Ló           | Versenyszám | 1. kör    | 2. kör    | Össz.     | Össz.     | 1. kör  | 1. kör  | 2. kör  | Össz.   | Össz.    |
| Versenyző | Ló           | Versenyszám | Pont      | Pont      | Pont      | Hely.     | Pont    | Hely.   | Pont    | Pont    | Helyezés |
| --- | ------------ | ----------- | --------- | --------- | --------- | --------- | ------- | ------- | ------- | ------- | -------- |
| Kim Szunghvan (Kim Seung-Hwan)                                                                                | Forever      | Egyéni      | 30,50     | 31,00     | 61,50     | 45.       | kiesett | kiesett | kiesett | kiesett | kiesett  |
| Nam Gvanu (Nam Gwan-U)                                                                                        | Opal         | Egyéni      | 3,00      | 35,50     | 38,50     | 57.       | kiesett | kiesett | kiesett | kiesett | kiesett  |
| Mun Hjondzsin (Mun Hyeon-Jin)                                                                                 | Amadeus      | Egyéni      | 0,00      | 14,00     | 14,00     | 62.       | kiesett | kiesett | kiesett | kiesett | kiesett  |
| Mun Undzsin (Mun Eun-Jin)                                                                                     | Makmillion   | Egyéni      | 9,00      | 0,00      | 9,00      | 63.       | kiesett | kiesett | kiesett | kiesett | kiesett  |
| Kim Szunghvan (Kim Seung-Hwan) Mun Undzsin (Mun Eun-Jin) Mun Hjondzsin (Mun Hyeon-Jin) Nam Gvanu (Nam Gwan-U) | lásd fentebb | Csapat      |           |           |           |           | 142,75  | 16.     | kiesett | kiesett | kiesett  |

Lovastusa
| Versenyző | Ló              | Versenyszám | Díjlovaglás | Díjlovaglás | Tereplovaglás | Tereplovaglás | Díjugratás | Díjugratás | Végeredmény   | Végeredmény   |
| Versenyző | Ló              | Versenyszám | Bünt.       | Hely.       | Bünt.         | Hely.         | Bünt.      | Hely.      | Bünt.         | Helyezés      |
| --- | --------------- | ----------- | ----------- | ----------- | ------------- | ------------- | ---------- | ---------- | ------------- | ------------- |
| Cshö Mjongdzsin (Choi Myeong-Jin)                                                                                     | Snuffler        | Egyéni      | 69,40       | 28.         | 60,40         | 18.           | 0,75       | 8.         | 130,55        | 17.           |
| Pak Tongdzsu (Park Dong-Ju)                                                                                           | Aqaba Legend A  | Egyéni      | 99,80       | 50.         | 117,20        | 29.           | 10,00      | 22.        | 227,00        | 28.           |
| Pak Szoun (Park So-Un)                                                                                                | Moisson d'Avril | Egyéni      | 86,60       | 45.         | 250,00        | 37.           | 46,00      | 35.        | 382,60        | 34.           |
| Kim Hjongcshil (Kim Hyeong-Chil)                                                                                      | Casson Road     | Egyéni      | 72,40       | 32.         | nem indult    | nem indult    | nem indult | nem indult | nem ért célba | nem ért célba |
| Cshö Mjongdzsin (Choi Myeong-Jin) Pak Tongdzsu (Park Dong-Ju) Pak Szoun (Park So-Un) Kim Hjongcshil (Kim Hyeong-Chil) | lásd fentebb    | Csapat      | 228,40      | 9.          | 427,60        | 8.            | 56,75      | 7.         | 740,15        | 7.            |

## Műugrás
Férfi
| Versenyző              | Versenyszám        | Selejtező | Selejtező | Döntő   | Döntő    |
| Versenyző              | Versenyszám        | Pont      | Helyezés  | Pont    | Helyezés |
| ---------------------- | ------------------ | --------- | --------- | ------- | -------- |
| I Szongi (Lee Seon-Gi) | Egyéni műugrás     | 362,58    | 32.       | kiesett | kiesett  |
| I Szongi (Lee Seon-Gi) | Egyéni toronyugrás | 420,45    | 26.       | kiesett | kiesett  |

Női
| Versenyző              | Versenyszám        | Selejtező | Selejtező | Döntő   | Döntő    |
| Versenyző              | Versenyszám        | Pont      | Helyezés  | Pont    | Helyezés |
| ---------------------- | ------------------ | --------- | --------- | ------- | -------- |
| Kim Unhi (Kim Eun-Hui) | Egyéni műugrás     | 357,96    | 24.       | kiesett | kiesett  |
| Kim Unhi (Kim Eun-Hui) | Egyéni toronyugrás | 284,25    | 20.       | kiesett | kiesett  |

## Ökölvívás
| Versenyző                          | Versenyszám     | Selejtező                             | 32-es főtábla                    | Nyolcaddöntő                   | Negyeddöntő                           | Elődöntő                             | Döntő                      | Helyezés |    |
| Versenyző                          | Versenyszám     | Ellenfél Eredmény                     | Ellenfél Eredmény                | Ellenfél Eredmény              | Ellenfél Eredmény                     | Ellenfél Eredmény                    | Ellenfél Eredmény          | Helyezés |    |
| ---------------------------------- | --------------- | ------------------------------------- | -------------------------------- | ------------------------------ | ------------------------------------- | ------------------------------------ | -------------------------- | -------- | -- |
| O Gvangszu (O Gwang-Su)            | Papírsúly       | erőnyerő                              | Michael Carbajal (USA) · 2:3     | kiesett                        | kiesett                               | kiesett                              | kiesett                    | 17.      |    |
| Kim Gvangszon (Kim Gwang-Seon)     | Légsúly         | Tseyen-Oidovyn Tserennyam (MGL) · RSC | Nokuthula Tshabangu (ZIM) · RSC  | Arthur Johnson (USA) · 5:0     | Szerafim Todorov (BUL) · 4:1          | Timofei Scriabin (URS) · 5:0         | Andreas Tews (GDR) · 4:1   |          |    |
| Pjon Dzsongil (Byeon Jeong-Il)     | Harmatsúly      | Jean-Marc Augustin (FRA) · 5:0        | Alekszandar Hrisztov (BUL) · 1:4 | kiesett                        | kiesett                               | kiesett                              | kiesett                    | 17.      |    |
| I Dzsehjok (Lee Jae-Hyeok)         | Pehelysúly      | Miguel Angel González (MEX) · 5:0     | Darrell Hiles (AUS) · 5:0        | Kirkor Kirkorov (BUL) · 3:2    | Tomasz Nowak (POL) · 5:0              | Daniel Dumitrescu (ROU) · 0:5        | kiesett                    |          |    |
| I Gangszok (Lee Gang-Seok)         | Könnyűsúly      | erőnyerő                              | Romallis Ellis (USA) · 0:5       | kiesett                        | kiesett                               | kiesett                              | kiesett                    | 17.      |    |
| Cson Dzsincshol (Jeon Jin-Cheol)   | Kisváltósúly    | erőnyerő                              | Liasu Braimoh (NGR) · RSC        | Todd Foster (USA) · KO         | kiesett                               | kiesett                              | kiesett                    | 9.       |    |
| Szong Gjongszop (Song Gyeong-Seop) | Váltósúly       | Billy Walsh (IRL) · RSC               | Alexander Künzler (FRG) · 5:0    | Siegfried Mehnert (GDR) · 3:2  | Laurent Boudouani (FRA) · 2:3         | kiesett                              | kiesett                    | 5.       |    |
| Pak Sihon (Park Si-Heon)           | Nagyváltósúly   | erőnyerő                              | Abdullah Ramadan (SUD) · RSC     | Torsten Schmitz (GDR) · 5:0    | Vincenzo Nardiello (ITA) · 3:2        | Ray Downey (CAN) · 5:0               | Roy Jones, Jr. (USA) · 3:2 |          |    |
| Ha Dzsongho (Ha Jong-Ho)           | Középsúly       | erőnyerő                              | Sven Ottke (FRG) · 1:4           | kiesett                        | kiesett                               | kiesett                              | kiesett                    | 17.      |    |
| Pak Pjongdzsin (Park Byeong-Jin)   | Félnehézsúly    |                                       | Henryk Petrich (POL) · RSC       | kiesett                        | kiesett                               | kiesett                              | kiesett                    | 17.      |    |
| Pek Hjonman (Baek Hyeon-Man)       | Nehézsúly       |                                       | erőnyerő                         | Željko Mavrović (YUG) · 5:0    | Maik Heydeck (GDR) · RSC              | Andrzej Gołota (POL) · RSC (sérülés) | Ray Mercer (USA) · KO      |          |    |
| Kim Juhjon (Kim Yu-Hyeon)          | Szupernehézsúly |                                       | erőnyerő                         | Mohamed Hammad (SUD) · feladta | Alekszandr Mirosnyicsenko (URS) · 0:5 | kiesett                              | kiesett                    | kiesett  | 5. |

## Öttusa
| Versenyző                                                                                 | Versenyszám | Lovaglás      | Lovaglás      | Lovaglás      | Vívás    | Vívás | Vívás | Úszás   | Úszás | Úszás | Lövészet | Lövészet | Lövészet | Futás    | Futás | Futás | Összesen    | Összesen |
| Versenyző                                                                                 | Versenyszám | Idő           | Pont          | Hely.         | Pontszám | Pont  | Hely. | Idő     | Pont  | Hely. | Eredmény | Pont     | Hely.    | Idő      | Pont  | Hely. | Összes pont | Helyezés |
| ----------------------------------------------------------------------------------------- | ----------- | ------------- | ------------- | ------------- | -------- | ----- | ----- | ------- | ----- | ----- | -------- | -------- | -------- | -------- | ----- | ----- | ----------- | -------- |
| Kim Mjonggon (Kim Myeong-Geon)                                                            | Egyéni      | 1:30,43       | 1040          | 8.            | 31–33    | 762   | 30.   | 3:22,77 | 1252  | 20.   | 197      | 1066     | 2.       | 14:22,69 | 979   | 48.   | 5099        | 12.      |
| Kang Gjonghjo (Gang Gyeong-Hyo)                                                           | Egyéni      | 1:37,00       | 1070          | 3.            | 35–29    | 830   | 24.   | 3:21,16 | 1264  | 13.   | 188      | 868      | 43.      | 14:01,34 | 1042  | 38.   | 5074        | 13.      |
| Kim Szongho (Kim Seong-Ho)                                                                | Egyéni      | nem ért célba | nem ért célba | nem ért célba | 22–42    | 609   | 57.   | 3:23,44 | 1248  | 23.   | 194      | 1000     | 11.      | 14:16,86 | 997   | 46.   | 3854        | 61.      |
| Kim Mjonggon (Kim Myeong-Geon) Kang Gjonghjo (Gang Gyeong-Hyo) Kim Szongho (Kim Seong-Ho) | Csapat      |               | 2110          | 15.           |          | 2201  | 14.   |         | 3764  | 4.    |          | 2934     | 3.       |          | 3018  | 14.   | 14027       | 13.      |

## Röplabda

### Férfi
| Dél-koreai férfi röplabdacsapat-játékoskeret | Dél-koreai férfi röplabdacsapat-játékoskeret |
| --- | --- |
| - Csang Juncshang (Jang Yun-Chang) - Cshö Cshonsik (Choi Cheon-Sik) - Han Dzsangszok (Han Jang-Seok) - Csong Ithak (Jeong Ui-Tak) - Kim Szaszok (Kim Sa-Seok) - Kim Hocshol (Kim Ho-Cheol) | - I Csheon (Lee Chae-On) - I Dzsonggjong (Lee Jong-Gyeong) - I Mjonghak (Lee Myeong-Hak) - I Szangjol (Lee Sang-Yeol) - I Szonghi (Lee Seong-Hui) - Pak Szamnjong (Park Sam-Ryong) |

#### Eredmények
Csoportkör
A csoport
|                   |      | Mérkőzések | Mérkőzések | Szettek | Szettek | Szettek | Pontok | Pontok | Pontok |
| Csapat            | Pont | Gy         | V          | Sz+     | Sz–     | SzA     | P+     | P–     | PA     |
| ----------------- | ---- | ---------- | ---------- | ------- | ------- | ------- | ------ | ------ | ------ |
| Szovjetunió (URS) | 9    | 4          | 1          | 14      | 4       | 3,500   | 248    | 190    | 1,305  |
| Brazília (BRA)    | 9    | 4          | 1          | 14      | 7       | 2,000   | 296    | 225    | 1,316  |
| Svédország (SWE)  | 7    | 2          | 3          | 9       | 11      | 0,818   | 220    | 262    | 0,840  |
| Bulgária (BUL)    | 7    | 2          | 3          | 7       | 9       | 0,778   | 190    | 194    | 0,979  |
| Olaszország (ITA) | 7    | 2          | 3          | 7       | 11      | 0,636   | 203    | 222    | 0,914  |
| Dél-Korea (KOR)   | 6    | 1          | 4          | 5       | 14      | 0,357   | 200    | 264    | 0,758  |

| 1988. szeptember 17. | Svédország (SWE)                  | 3–2 | Dél-Korea (KOR) |  |
| 1988. szeptember 17. | (10–15, 5–15, 15–12, 17–15, 15–4) |     |                 |  |

| 1988. szeptember 19. | Brazília (BRA)                    | 2–3 | Dél-Korea (KOR) |  |
| 1988. szeptember 19. | (17–19, 8–15, 15–6, 15–11, 12–15) |     |                 |  |

| 1988. szeptember 22. | Szovjetunió (URS)   | 3–0 | Dél-Korea (KOR) |  |
| 1988. szeptember 22. | (15–6, 15–7, 15–13) |     |                 |  |

| 1988. szeptember 24. | Bulgária (BUL)      | 3–0 | Dél-Korea (KOR) |  |
| 1988. szeptember 24. | (15–7, 15–10, 15–8) |     |                 |  |

| 1988. szeptember 26. | Olaszország (ITA)   | 3–0 | Dél-Korea (KOR) |  |
| 1988. szeptember 26. | (15–10, 15–7, 15–5) |     |                 |  |

A 9–12. helyért
| 1988. szeptember 28. 18:00 | Dél-Korea (KOR)                  | 2–3 | Japán (JPN) |  |
| 1988. szeptember 28. 18:00 | (15–13, 15–6, 9–15, 13–15, 9–15) |     |             |  |

A 11. helyért
| 1988. szeptember 30. 12:00 | Tunézia (TUN)       | 0–3 | Dél-Korea (KOR) |  |
| 1988. szeptember 30. 12:00 | (11–15, 9–15, 7–15) |     |                 |  |

| Csapat          | Helyezés |
| --------------- | -------- |
| Dél-Korea (KOR) | 11.      |

### Női
| Dél-koreai női röplabdacsapat-játékoskeret | Dél-koreai női röplabdacsapat-játékoskeret |
| --- | --- |
| - Csi Gjonghi (Ji Gyeong-Hui) - Kim Güszun (Kim Gwi-Sun) - Kim Gjonghi (Kim Gyeong-Hui) - Im Hjeszuk (Im Hye-Suk) - Kim Junhje (Kim Yun-Hye) - Nam Szunok (Nam Sun-Ok) | - Pak Pogje (Park Bog-Ye) - Pak Mihi (Park Mi-Hui) - Ju Jongmi (Yu Yeong-Mi) - Jun Dzsonghje (Yun Jeong-Hye) - Mun Szonhi (Mun Seon-Hui) - Szon Miszuk (Seon Mi-Suk) |

#### Eredmények
Csoportkör
A csoport
|                   |      | Mérkőzések | Mérkőzések | Szettek | Szettek | Szettek | Pontok | Pontok | Pontok |
| Csapat            | Pont | Gy         | V          | Sz+     | Sz–     | SzA     | P+     | P–     | PA     |
| ----------------- | ---- | ---------- | ---------- | ------- | ------- | ------- | ------ | ------ | ------ |
| Szovjetunió (URS) | 5    | 2          | 1          | 8       | 3       | 2,667   | 154    | 114    | 1,351  |
| Japán (JPN)       | 5    | 2          | 1          | 8       | 6       | 1,333   | 173    | 159    | 1,088  |
| Dél-Korea (KOR)   | 4    | 1          | 2          | 4       | 7       | 0,571   | 116    | 137    | 0,847  |
| NDK (GDR)         | 4    | 1          | 2          | 4       | 8       | 0,500   | 127    | 160    | 0,794  |

| 1988. szeptember 20. | NDK (GDR)                  | 1–3 | Dél-Korea (KOR) |  |
| 1988. szeptember 20. | (6–15, 16–14, 10–15, 7–15) |     |                 |  |

| 1988. szeptember 23. | Szovjetunió (URS)  | 3–0 | Dél-Korea (KOR) |  |
| 1988. szeptember 23. | (15–5, 15–8, 15–7) |     |                 |  |

| 1988. szeptember 25. | Japán (JPN)               | 3 – 1 | Dél-Korea (KOR) |  |
| 1988. szeptember 25. | (8–15, 15–3, 15–11, 15–8) |       |                 |  |

Az 5–8. helyért
| 1988. szeptember 27. 12:00 | Dél-Korea (KOR)                  | 2–3 | Brazília (BRA) |  |
| 1988. szeptember 27. 12:00 | (6–15, 17–15, 15–8, 4–15, 15–17) |     |                |  |

A 7. helyért
| 1988. szeptember 29. 9:45 | Dél-Korea (KOR)                  | 2–3 | Egyesült Államok (USA) |  |
| 1988. szeptember 29. 9:45 | (4–15, 15–12, 15–13, 9–15, 8–15) |     |                        |  |

| Csapat          | Helyezés |
| --------------- | -------- |
| Dél-Korea (KOR) | 8.       |

## Sportlövészet
Férfi
| Versenyző                        | Versenyszám           | Selejtező | Selejtező | Döntő   | Döntő    |
| Versenyző                        | Versenyszám           | Pont      | Helyezés  | Pont    | Helyezés |
| -------------------------------- | --------------------- | --------- | --------- | ------- | -------- |
| Pak Csongsin (Park Jong-Sin)     | Légpisztoly           | 577       | 18.       | kiesett | kiesett  |
| Min Jongszam (Min Yeong-Sam)     | Légpisztoly           | 575       | 23.       | kiesett | kiesett  |
| Min Jongszam (Min Yeong-Sam)     | Szabadpisztoly        | 552       | 29.       | kiesett | kiesett  |
| Jang Cshungjol (Yang Chung-Yeol) | Gyorstüzelő pisztoly  | 591       | 9.        | kiesett | kiesett  |
| Im Dzsangszu (Im Jang-Su)        | Gyorstüzelő pisztoly  | 575       | 32.       | kiesett | kiesett  |
| An Bjonggjun (An Byeong-Gyun)    | Légpuska              | 590       | 8.        | 690,7   | 7.       |
| I Uncshol (Lee Eun-Cheol)        | Légpuska              | 589       | 12.       | kiesett | kiesett  |
| I Uncshol (Lee Eun-Cheol)        | Sportpuska, összetett | 1161      | 28.       | kiesett | kiesett  |
| Kvak Csonghun (Gwak Jeong-Hun)   | Sportpuska, összetett | 1165      | 21.       | kiesett | kiesett  |
| Kvak Csonghun (Gwak Jeong-Hun)   | Sportpuska, fekvő     | 594       | 24.       | kiesett | kiesett  |
| Csha Jongcshol (Cha Yeong-Cheol) | Sportpuska, fekvő     | 598       | 2.        | 702,8   |          |
| Hong Szungphjo (Hong Seung-Pyo)  | Futócéllövészet       | 577       | 19.       | kiesett | kiesett  |

Női
| Versenyző                    | Versenyszám           | Selejtező | Selejtező | Döntő   | Döntő    |
| Versenyző                    | Versenyszám           | Pont      | Helyezés  | Pont    | Helyezés |
| ---------------------------- | --------------------- | --------- | --------- | ------- | -------- |
| Pak Csonghi (Park Jeong-Hui) | Légpisztoly           | 378       | 12.       | kiesett | kiesett  |
| Pak Hjondzsu (Bang Hyeon-Ju) | Légpisztoly           | 376       | 19.       | kiesett | kiesett  |
| Pu Szunhi (Bu Sun-Hui)       | Sportpisztoly         | 576       | 27.       | kiesett | kiesett  |
| Hong Jongok (Hong Yeong-Ok)  | Sportpisztoly         | 575       | 28.       | kiesett | kiesett  |
| Kang Hjedzsa (Gang Hye-Ja)   | Légpuska              | 391       | 12.       | kiesett | kiesett  |
| I Migjong (Lee Mi-Gyeong)    | Légpuska              | 385       | 30.       | kiesett | kiesett  |
| I Hjegjong (Lee Hye-Gyeong)  | Sportpuska, összetett | 575       | 23.       | kiesett | kiesett  |
| Kim Jongmi (Kim Yeong-Mi)    | Sportpuska, összetett | 568       | 30.       | kiesett | kiesett  |

Nyílt
| Versenyző                         | Versenyszám | Selejtező | Selejtező | Döntő   | Döntő    |
| Versenyző                         | Versenyszám | Pont      | Helyezés  | Pont    | Helyezés |
| --------------------------------- | ----------- | --------- | --------- | ------- | -------- |
| Pak Csholszung (Park Cheol-Seung) | Trap        | 191       | 15.       | kiesett | kiesett  |
| Kim Gonil (Kim Geon-Il)           | Trap        | 142       | 25.       | kiesett | kiesett  |
| Pjon Gjongszu (Byeon Gyeong-Su)   | Trap        | 141       | 30.       | kiesett | kiesett  |
| Kim Hajon (Kim Ha-Yeon)           | Skeet       | 141       | 40.       | kiesett | kiesett  |

## Súlyemelés
| Versenyző                         | Versenyszám | Szakítás                 | Szakítás                 | Lökés    | Lökés    | Összesen | Helyezés |
| Versenyző                         | Versenyszám | Eredmény                 | Helyezés                 | Eredmény | Helyezés | Összesen | Helyezés |
| --------------------------------- | ----------- | ------------------------ | ------------------------ | -------- | -------- | -------- | -------- |
| Cson Bjonggvan (Jeon Byeong-Gwan) | 52 kg       | 112,5                    | 3.                       | 147,5    | 2.       | 260,0    |          |
| Hvang Indong (Hwang In-Dong)      | 52 kg       | 100,0                    | 10.                      | 130,0    | 6.       | 230,0    | 9.       |
| Kim Güsik (Kim Gwi-Sik)           | 56 kg       | 110,0                    | 6.                       | 142,5    | 4.       | 252,5    | 6.       |
| Min Dzsungi (Min Jun-Gi)          | 60 kg       | 125,0                    | 5.                       | 155,0    | 4.       | 280,0    | 4.       |
| Kim Giung (Kim Gi-Ung)            | 67,5 kg     | 130,0                    | 12.                      | 130,0    | 18.      | 260,0    | 16.      |
| Pak Themin (Park Tae-Min)         | 67,5 kg     | érvényes kísérlet nélkül | érvényes kísérlet nélkül | kiesett  | kiesett  | kiesett  | kiesett  |
| Kim Bjongcshan (Kim Byeong-Chan)  | 75 kg       | 140,0                    | 13.                      | 170,0    | 18.      | 310,0    | 16.      |
| I Hjonggun (Lee Hyeong-Geun)      | 82,5 kg     | 160,0                    | 6.                       | 207,5    | 2.       | 367,5    |          |
| Cson Bjongguk (Jeon Byeong-Guk)   | 90 kg       | 140,0                    | 14.                      | 190,0    | 9.       | 330,0    | 13.      |
| Hvang Uvon (Hwang U-Won)          | 100 kg      | 162,5                    | 9.                       | 220,0    | 3.       | 382,5    | 7.       |

## Szinkronúszás
| Versenyző                                                 | Versenyszám | Selejtező           | Selejtező           | Selejtező       | Selejtező  | Selejtező  | Döntő           | Döntő      | Döntő      |
| Versenyző                                                 | Versenyszám | Technikai gyakorlat | Technikai gyakorlat | Zenés gyakorlat | Összesítés | Összesítés | Zenés gyakorlat | Összesítés | Összesítés |
| Versenyző                                                 | Versenyszám | Pont                | Hely.               | Pont            | Pont       | Hely.      | Pont            | Pont       | Helyezés   |
| --------------------------------------------------------- | ----------- | ------------------- | ------------------- | --------------- | ---------- | ---------- | --------------- | ---------- | ---------- |
| Ha Szugjong (Ha Su-Gyeong)                                | Egyéni      | 80,750              | 35.                 | 89,20           | 169,950    | 12.        | kiesett         | kiesett    | kiesett    |
| Cshö Dzsongjun (Choi Jeong-Yun)                           | Egyéni      | 79,150              | 38.                 | kiesett         | kiesett    | kiesett    | kiesett         | kiesett    | kiesett    |
| Kim Midzsinszu (Kim Mi-Jin-Su)                            | Egyéni      | 83,650              | 27.                 | kiesett         | kiesett    | kiesett    | kiesett         | kiesett    | kiesett    |
| Kim Midzsinszu (Kim Mi-Jin-Su) Ha Szugjong (Ha Su-Gyeong) | Páros       | 82,200              | 12.                 | 89,60           | 171,800    | 11.        | kiesett         | kiesett    | kiesett    |

## Tenisz
Férfi
| Versenyző                                            | Versenyszám | 64-es főtábla                                          | 32-es főtábla                                                 | Nyolcaddöntő                       | Negyeddöntő       | Elődöntő          | Döntő             | Helyezés |
| Versenyző                                            | Versenyszám | Ellenfél Eredmény                                      | Ellenfél Eredmény                                             | Ellenfél Eredmény                  | Ellenfél Eredmény | Ellenfél Eredmény | Ellenfél Eredmény | Helyezés |
| ---------------------------------------------------- | ----------- | ------------------------------------------------------ | ------------------------------------------------------------- | ---------------------------------- | ----------------- | ----------------- | ----------------- | -------- |
| Kim Bongszu (Kim Bong-Su)                            | Egyes       | Jeórjiosz Kalovelónisz (GRE) · 7–5, 3–6, 6–2, 6–7, 6–3 | Henri Leconte (FRA) · 4–6, 7–5, 6–3, 3–6, 7–5                 | Martín Jaite (ARG) · 4–6, 1–6, 3–6 | kiesett           | kiesett           | kiesett           | 9.       |
| Ju Dzsinszon (Yu Jin-Seon)                           | Egyes       | Amos Mansdorf (ISR) · 2–6, 4–6, 5–7                    | kiesett                                                       | kiesett                            | kiesett           | kiesett           | kiesett           | 33.      |
| Szong Donguk (Song Dong-Uk)                          | Egyes       | Tim Mayotte (USA) · 3–6, 3–6, 4–6                      | kiesett                                                       | kiesett                            | kiesett           | kiesett           | kiesett           | 33.      |
| Ju Dzsinszon (Yu Jin-Seon) Kim Bongszu (Kim Bong-Su) | Páros       |                                                        | India (IND) · Vijay Amritraj · Anand Amritraj · 3–6, 6–7, 2–6 | kiesett                            | kiesett           | kiesett           | kiesett           | 17.      |

Női
| Versenyző                                                | Versenyszám | 64-es főtábla                     | 32-es főtábla                         | Nyolcaddöntő                                                  | Negyeddöntő       | Elődöntő          | Döntő             | Helyezés |
| Versenyző                                                | Versenyszám | Ellenfél Eredmény                 | Ellenfél Eredmény                     | Ellenfél Eredmény                                             | Ellenfél Eredmény | Ellenfél Eredmény | Ellenfél Eredmény | Helyezés |
| -------------------------------------------------------- | ----------- | --------------------------------- | ------------------------------------- | ------------------------------------------------------------- | ----------------- | ----------------- | ----------------- | -------- |
| Kim Ilszun (Kim Il-Sun)                                  | Egyes       | Inoue Ecuko (JPN) · 6–3, 3–6, 7–5 | Helena Suková (TCH) · 6–2, 4–6, 6–2   | Larisza Szavcsenko (URS) · 3–6, 6–7                           | kiesett           | kiesett           | kiesett           | 9.       |
| I Dzsongmjong (Lee Jeong-Myeong)                         | Egyes       | erőnyerő                          | Catherine Suire (FRA) · 5–7, 6–4, 5–7 | kiesett                                                       | kiesett           | kiesett           | kiesett           | 17.      |
| Kim Ilszun (Kim Il-Sun) I Dzsongmjong (Lee Jeong-Myeong) | Páros       |                                   |                                       | Csehszlovákia (TCH) · Jana Novotná · Helena Suková · 2–6, 6–7 | kiesett           | kiesett           | kiesett           | 9.       |

## Torna
Férfi
| Versenyző                    | Versenyszám      | Selejtező | Selejtező | Döntő    | Döntő    |
| Versenyző                    | Versenyszám      | Pontszám  | Helyezés  | Pontszám | Helyezés |
| ---------------------------- | ---------------- | --------- | --------- | -------- | -------- |
| Pak Csonghun (Park Jong-Hun) | Talaj            | 19,45     | 30.       | kiesett  | kiesett  |
| Pak Csonghun (Park Jong-Hun) | Ugrás            | 19,60     | 9.        | 9,800    |          |
| Pak Csonghun (Park Jong-Hun) | Korlát           | 19,40     | 39.       | kiesett  | kiesett  |
| Pak Csonghun (Park Jong-Hun) | Nyújtó           | 19,35     | 31.       | kiesett  | kiesett  |
| Pak Csonghun (Park Jong-Hun) | Gyűrű            | 19,20     | 52.       | kiesett  | kiesett  |
| Pak Csonghun (Park Jong-Hun) | Lólengés         | 18,60     | 75.       | kiesett  | kiesett  |
| Pak Csonghun (Park Jong-Hun) | Egyéni összetett | 115,60    | 39.       | 116,500  | 25.      |
| Ju Jongszam (Ju Yeong-Sam)   | Talaj            | 19,15     | 57.       | kiesett  | kiesett  |
| Ju Jongszam (Ju Yeong-Sam)   | Ugrás            | 19,05     | 58.       | kiesett  | kiesett  |
| Ju Jongszam (Ju Yeong-Sam)   | Korlát           | 19,30     | 50.       | kiesett  | kiesett  |
| Ju Jongszam (Ju Yeong-Sam)   | Nyújtó           | 19,25     | 38.       | kiesett  | kiesett  |
| Ju Jongszam (Ju Yeong-Sam)   | Gyűrű            | 19,05     | 62.       | kiesett  | kiesett  |
| Ju Jongszam (Ju Yeong-Sam)   | Lólengés         | 18,45     | 81.       | kiesett  | kiesett  |
| Ju Jongszam (Ju Yeong-Sam)   | Egyéni összetett | 114,25    | 61.       | kiesett  | kiesett  |
| Szong Judzsin (Song Yu-Jin)  | Talaj            | 19,20     | 51.       | kiesett  | kiesett  |
| Szong Judzsin (Song Yu-Jin)  | Ugrás            | 19,35     | 26.       | kiesett  | kiesett  |
| Szong Judzsin (Song Yu-Jin)  | Korlát           | 19,10     | 69.       | kiesett  | kiesett  |
| Szong Judzsin (Song Yu-Jin)  | Nyújtó           | 19,00     | 58.       | kiesett  | kiesett  |
| Szong Judzsin (Song Yu-Jin)  | Gyűrű            | 19,40     | 34.       | kiesett  | kiesett  |
| Szong Judzsin (Song Yu-Jin)  | Lólengés         | 17,55     | 86.       | kiesett  | kiesett  |
| Szong Judzsin (Song Yu-Jin)  | Egyéni összetett | 113,60    | 71.       | kiesett  | kiesett  |

Női
| Versenyző | Versenyszám      | Selejtező | Selejtező | Döntő    | Döntő    |
| Versenyző | Versenyszám      | Pontszám  | Helyezés  | Pontszám | Helyezés |
| --- | ---------------- | --------- | --------- | -------- | -------- |
| Pak Csiszuk (Park Ji-Suk) | Talaj            | 19,500    | 27.       | kiesett  | kiesett  |
| Pak Csiszuk (Park Ji-Suk) | Ugrás            | 19,275    | 43.       | kiesett  | kiesett  |
| Pak Csiszuk (Park Ji-Suk) | Felemás korlát   | 19,475    | 28.       | kiesett  | kiesett  |
| Pak Csiszuk (Park Ji-Suk) | Gerenda          | 19,250    | 30.       | kiesett  | kiesett  |
| Pak Csiszuk (Park Ji-Suk) | Egyéni összetett | 77,500    | 26.       | 77,600   | 21.      |
| Han Gjongim (Han Gyeong-Im) | Talaj            | 19,075    | 52.       | kiesett  | kiesett  |
| Han Gjongim (Han Gyeong-Im) | Ugrás            | 19,025    | 63.       | kiesett  | kiesett  |
| Han Gjongim (Han Gyeong-Im) | Felemás korlát   | 19,525    | 24.       | kiesett  | kiesett  |
| Han Gjongim (Han Gyeong-Im) | Gerenda          | 19,475    | 20.       | kiesett  | kiesett  |
| Han Gjongim (Han Gyeong-Im) | Egyéni összetett | 77,100    | 40.       | 76,850   | 30.      |
| Pe Unmi (Bae Eun-Mi) | Talaj            | 18,875    | 70.       | kiesett  | kiesett  |
| Pe Unmi (Bae Eun-Mi) | Ugrás            | 19,150    | 48.       | kiesett  | kiesett  |
| Pe Unmi (Bae Eun-Mi) | Felemás korlát   | 19,375    | 38.       | kiesett  | kiesett  |
| Pe Unmi (Bae Eun-Mi) | Gerenda          | 19,100    | 44.       | kiesett  | kiesett  |
| Pe Unmi (Bae Eun-Mi) | Egyéni összetett | 76,500    | 53.       | 76,550   | 33.      |
| Im Hjedzsin (Im Hye-Jin) | Talaj            | 19,025    | 60.       | kiesett  | kiesett  |
| Im Hjedzsin (Im Hye-Jin) | Ugrás            | 19,050    | 60.       | kiesett  | kiesett  |
| Im Hjedzsin (Im Hye-Jin) | Felemás korlát   | 18,825    | 74.       | kiesett  | kiesett  |
| Im Hjedzsin (Im Hye-Jin) | Gerenda          | 19,250    | 30.       | kiesett  | kiesett  |
| Im Hjedzsin (Im Hye-Jin) | Egyéni összetett | 76,150    | 59.       | kiesett  | kiesett  |
| Kim Namok (Kim Nam-Ok) | Talaj            | 19,250    | 45.       | kiesett  | kiesett  |
| Kim Namok (Kim Nam-Ok) | Ugrás            | 19,275    | 43.       | kiesett  | kiesett  |
| Kim Namok (Kim Nam-Ok) | Felemás korlát   | 19,125    | 59.       | kiesett  | kiesett  |
| Kim Namok (Kim Nam-Ok) | Gerenda          | 18,500    | 78.       | kiesett  | kiesett  |
| Kim Namok (Kim Nam-Ok) | Egyéni összetett | 76,150    | 59.       | kiesett  | kiesett  |
| Kim Unmi (Kim Eun-Mi) | Talaj            | 18,800    | 77.       | kiesett  | kiesett  |
| Kim Unmi (Kim Eun-Mi) | Ugrás            | 18,875    | 73.       | kiesett  | kiesett  |
| Kim Unmi (Kim Eun-Mi) | Felemás korlát   | 17,825    | 85.       | kiesett  | kiesett  |
| Kim Unmi (Kim Eun-Mi) | Gerenda          | 17,450    | 83.       | kiesett  | kiesett  |
| Kim Unmi (Kim Eun-Mi) | Egyéni összetett | 72,950    | 83.       | kiesett  | kiesett  |
| Pak Csiszuk (Park Ji-Suk) Han Gjongim (Han Gyeong-Im) Pe Unmi (Bae Eun-Mi) Im Hjedzsin (Im Hye-Jin) Kim Namok (Kim Nam-Ok) Kim Unmi (Kim Eun-Mi) | Csapat összetett |           |           | 383,825  | 10.      |

### Ritmikus gimnasztika
| Versenyző                     | Versenyszám | Selejtező | Selejtező | Döntő   | Döntő    |
| Versenyző                     | Versenyszám | Pont      | Hely.     | Pont    | Helyezés |
| ----------------------------- | ----------- | --------- | --------- | ------- | -------- |
| Hong Szonghi (Hong Seong-Hui) | Egyéni      | 37,35     | 29.       | kiesett | kiesett  |
| Kim Inhva (Kim In-Wha)        | Egyéni      | 37,00     | 31.       | kiesett | kiesett  |

## Úszás
Férfi
| Versenyző | Versenyszám          | Előfutam | Előfutam | Előfutam | Döntő   | Döntő   | Döntő   | Helyezés |
| Versenyző | Versenyszám          | Idő      | Hely.    | Össz.    | Típus   | Idő     | Hely.   | Helyezés |
| --- | -------------------- | -------- | -------- | -------- | ------- | ------- | ------- | -------- |
| Szong Gvangszon (Song Gwang-Seon)                                                                                  | 50 m gyors           | 25,40    | 6.       | 54.      | kiesett | kiesett | kiesett | kiesett  |
| Szong Gvangszon (Song Gwang-Seon)                                                                                  | 100 m gyors          | 54,63    | 4.       | 57.      | kiesett | kiesett | kiesett | kiesett  |
| Kvon Szangvon (Gwon Sang-Won)                                                                                      | 100 m gyors          | 54,34    | 3.       | 55.      | kiesett | kiesett | kiesett | kiesett  |
| Kvon Szangvon (Gwon Sang-Won)                                                                                      | 200 m gyors          | 1:56,88  | 3.       | 45.      | kiesett | kiesett | kiesett | kiesett  |
| Kvon Szungun (Gwon Sun-Geun)                                                                                       | 200 m gyors          | 1:58,95  | 6.       | 54.      | kiesett | kiesett | kiesett | kiesett  |
| Kvon Szungun (Gwon Sun-Geun)                                                                                       | 400 m gyors          | 4:08,02  | 8.       | 42.      | kiesett | kiesett | kiesett | kiesett  |
| Jang Gam (Yang Gam)                                                                                                | 400 m gyors          | 4:05,81  | 7.       | 39.      | kiesett | kiesett | kiesett | kiesett  |
| Jang Gam (Yang Gam)                                                                                                | 1500 m gyors         | 16:21,10 | 2.       | 34.      | kiesett | kiesett | kiesett | kiesett  |
| Pak Tongphil (Park Dong-Pil)                                                                                       | 100 m hát            | 1:01,25  | 1.       | 40.      | kiesett | kiesett | kiesett | kiesett  |
| Pak Tongphil (Park Dong-Pil)                                                                                       | 200 m hát            | kizárták | kizárták | kizárták | kiesett | kiesett | kiesett | kiesett  |
| Jun Dzsuil (Yun Ju-Il)                                                                                             | 100 m mell           | 1:04,68  | 1.       | 26.      | kiesett | kiesett | kiesett | kiesett  |
| Jun Dzsuil (Yun Ju-Il)                                                                                             | 200 m mell           | 2:19,94  | 2.       | 22.      | kiesett | kiesett | kiesett | kiesett  |
| Pak Jongcshol (Park Yeong-Cheol)                                                                                   | 100 m pillangó       | 57,74    | 5.       | 38.      | kiesett | kiesett | kiesett | kiesett  |
| Pak Jongcshol (Park Yeong-Cheol)                                                                                   | 200 m pillangó       | 2:08,57  | 5.       | 35.      | kiesett | kiesett | kiesett | kiesett  |
| I Dzseszu (Lee Jae-Su)                                                                                             | 200 m vegyes         | 2:11,88  | 1.       | 35.      | kiesett | kiesett | kiesett | kiesett  |
| I Dzseszu (Lee Jae-Su)                                                                                             | 400 m vegyes         | 4:40,46  | 6.       | 28.      | kiesett | kiesett | kiesett | kiesett  |
| Kvon Szangvon (Gwon Sang-Won) Jang Gam (Yang Gam) Szong Gvangszon (Song Gwang-Seon) Kvon Szungun (Gwon Sun-Geun)   | 4 × 100 m gyorsváltó | 3:38,05  | 7.       | 17.      | kiesett | kiesett | kiesett | kiesett  |
| Kvon Szangvon (Gwon Sang-Won) Jang Gam (Yang Gam) Szong Gvangszon (Song Gwang-Seon) Kvon Szungun (Gwon Sun-Geun)   | 4 × 200 m gyorsváltó | 7:52,93  | 7.       | 12.      | kiesett | kiesett | kiesett | kiesett  |
| Pak Tongphil (Park Dong-Pil) Jun Dzsuil (Yun Ju-Il) Pak Jongcshol (Park Yeong-Cheol) Kvon Szangvon (Gwon Sang-Won) | 4 × 200 m gyorsváltó | 7:52,93  | 7.       | 12.      | kiesett | kiesett | kiesett | kiesett  |

Női
| Versenyző                                                                                                 | Versenyszám            | Előfutam | Előfutam | Előfutam | Döntő   | Döntő   | Döntő   | Helyezés |
| Versenyző                                                                                                 | Versenyszám            | Idő      | Hely.    | Össz.    | Típus   | Idő     | Hely.   | Helyezés |
| --- | ---------------------- | -------- | -------- | -------- | ------- | ------- | ------- | -------- |
| Han Jonghi (Han Yeong-Hui)                                                                                | 50 m gyors             | 28,02    | 2.       | 34.      | kiesett | kiesett | kiesett | kiesett  |
| Han Jonghi (Han Yeong-Hui)                                                                                | 100 m gyors            | 1:01,55  | 6.       | 46.      | kiesett | kiesett | kiesett | kiesett  |
| Kim Undzsong (Kim Eun-Jeong)                                                                              | 100 m gyors            | 1:00,39  | 3.       | 43.      | kiesett | kiesett | kiesett | kiesett  |
| Kim Undzsong (Kim Eun-Jeong)                                                                              | 200 m gyors            | 2:10,85  | 4.       | 37.      | kiesett | kiesett | kiesett | kiesett  |
| Pak Csuri (Park Ju-Ri)                                                                                    | 200 m gyors            | 2:11,53  | 6.       | 39.      | kiesett | kiesett | kiesett | kiesett  |
| Pak Csuri (Park Ju-Ri)                                                                                    | 50 m gyors             | 28,20    | 4.       | 36.      | kiesett | kiesett | kiesett | kiesett  |
| Hong Dzsihi (Hong Ji-Hui)                                                                                 | 100 m hát              | 1:08,33  | 6.       | 30.      | kiesett | kiesett | kiesett | kiesett  |
| Hong Dzsihi (Hong Ji-Hui)                                                                                 | 200 m hát              | 2:24,58  | 4.       | 26.      | kiesett | kiesett | kiesett | kiesett  |
| Pak Szongvon (Park Seong-Won)                                                                             | 100 m mell             | 1:12,32  | 1.       | 18.      | kiesett | kiesett | kiesett | kiesett  |
| Pak Szongvon (Park Seong-Won)                                                                             | 200 m mell             | 2:39,40  | 2.       | 29.      | kiesett | kiesett | kiesett | kiesett  |
| I Hongmi (Lee Hong-Mi)                                                                                    | 100 m pillangó         | 1:04,36  | 2.       | 26.      | kiesett | kiesett | kiesett | kiesett  |
| Kim Szudzsin (Kim Su-Jin)                                                                                 | 100 m pillangó         | 1:06,14  | 6.       | 30.      | kiesett | kiesett | kiesett | kiesett  |
| Kim Szudzsin (Kim Su-Jin)                                                                                 | 200 m pillangó         | 2:19,00  | 7.       | 20.      | kiesett | kiesett | kiesett | kiesett  |
| Kim Undzsong (Kim Eun-Jeong) Han Jonghi (Han Yeong-Hui) Pak Csuri (Park Ju-Ri) I Hongmi (Lee Hong-Mi)     | 4 × 100 m gyorsváltó   | 4:03,18  | 7.       | 13.      | kiesett | kiesett | kiesett | kiesett  |
| Hong Dzsihi (Hong Ji-Hui) Pak Szongvon (Park Seong-Won) I Hongmi (Lee Hong-Mi) Han Jonghi (Han Yeong-Hui) | 4 × 100 m vegyes váltó | 4:28,90  | 6.       | 14.      | kiesett | kiesett | kiesett | kiesett  |

## Vitorlázás
Férfi
| Versenyző                                               | Versenyszám    | Futam | Futam     | Futam | Futam  | Futam | Futam    | Futam | Pontszám | Helyezés |
| Versenyző                                               | Versenyszám    | 1     | 2         | 3     | 4      | 5     | 6        | 7     | Pontszám | Helyezés |
| ------------------------------------------------------- | -------------- | ----- | --------- | ----- | ------ | ----- | -------- | ----- | -------- | -------- |
| I Hanim (Lee Han-Im)                                    | Divízió II     | 32,0  | (52,0***) | 25,0  | 34,0   | 52,0* | 38,0     | 36,0  | 217,0    | 30.      |
| Pak Kilcshol (Park Gil-Cheol)                           | Finn dingi     | 28,0  | 24,0      | 29,0  | 27,0   | 28,0  | (40,0**) | 18,0  | 154,0    | 25.      |
| Pak Kicshol (Park Gi-Cheol) Sin Gvangszu (Sin Gwang-Su) | 470-es osztály | 28,0  | 30,0      | 33,0  | (36,0) | 25,0  | 36,0     | 25,0  | 177,0    | 26.      |

* - nem ért célba

** - kizárták

*** - kizárták (korai rajt)
Női
| Versenyző                                             | Versenyszám    | Futam | Futam  | Futam | Futam | Futam | Futam | Futam | Pontszám | Helyezés |
| Versenyző                                             | Versenyszám    | 1     | 2      | 3     | 4     | 5     | 6     | 7     | Pontszám | Helyezés |
| ----------------------------------------------------- | -------------- | ----- | ------ | ----- | ----- | ----- | ----- | ----- | -------- | -------- |
| Kim Hjeszuk (Kim Hye-Suk) Han Dzsongmi (Han Jeong-Mi) | 470-es osztály | 25,0  | (28,0) | 27,0  | 28,0  | 28,0  | 25,0  | 28,0  | 161,0    | 21.      |

Nyílt
| Versenyző                                            | Versenyszám     | Futam  | Futam | Futam | Futam | Futam | Futam | Futam  | Pontszám | Helyezés |
| Versenyző                                            | Versenyszám     | 1      | 2     | 3     | 4     | 5     | 6     | 7      | Pontszám | Helyezés |
| ---------------------------------------------------- | --------------- | ------ | ----- | ----- | ----- | ----- | ----- | ------ | -------- | -------- |
| Pak Pjonggi (Park Byeong-Gi) Sim Gjuhe (Sim Gyu-Hae) | Tornádó         | (30,0) | 24,0  | 20,0  | 23,0  | 14,0  | 20,0  | 17,0   | 118,0    | 16.      |
| O Dzsongjol (O Jong-Yeol) Kim Gihan (Kim Gi-Han)     | Repülő hollandi | 28,0   | 27,0  | 28,0  | 26,0  | 26,0  | 26,0  | (29,0) | 161,0    | 22.      |

## Vívás
Férfi
| Versenyző | Versenyszám       | Selejtező | Selejtező | Selejtező | Selejtező | Selejtező | Selejtező | Főtábla                      | Főtábla                      | Főtábla           | Vigaszág                 | Vigaszág                     | Vigaszág          | Vigaszág          | Negyeddöntő       | Elődöntő                            | Döntő                                           | Helyezés |
| Versenyző | Versenyszám       | 1. kör | 1. kör    | 2. kör | 2. kör    | 3. kör | 3. kör    | 1. kör                       | 2. kör                       | 3. kör            | 1. kör                   | 2. kör                       | 3. kör            | 4. kör            | Negyeddöntő       | Elődöntő                            | Döntő                                           | Helyezés |
| Versenyző | Versenyszám       | Ellenfél Eredmény | Hely.     | Ellenfél Eredmény | Hely.     | Ellenfél Eredmény | Hely.     | Ellenfél Eredmény            | Ellenfél Eredmény            | Ellenfél Eredmény | Ellenfél Eredmény        | Ellenfél Eredmény            | Ellenfél Eredmény | Ellenfél Eredmény | Ellenfél Eredmény | Ellenfél Eredmény                   | Ellenfél Eredmény                               | Helyezés |
| --- | ----------------- | --- | --------- | --- | --------- | --- | --------- | ---------------------------- | ---------------------------- | ----------------- | ------------------------ | ---------------------------- | ----------------- | ----------------- | ----------------- | ----------------------------------- | ----------------------------------------------- | -------- |
| Kim Szungphjo (Kim Seung-Pyo) | Tőr, egyéni       | 9. csoport · Cseng Ming-hsziang (Yan Wing-Shean) (TPE) · 5–2 · Antônio Machado (BRA) · 5–1 · Szekeres Pál (HUN) · 3–5 · Donnie McKenzie (GBR) · 2–5                                | 2.        | 5. csoport · Kanacu Josihiko (JPN) · 5–0 · Luc Rocheleau (CAN) · 5–4 · Donnie McKenzie (GBR) · 1–5 · İlqar Məmmədov (URS) · 1–5                      | 2.        | 6. csoport · Eric Strand (SWE) · 5–3 · liu Jün-hung (Liu Yunhong) (CHN) · 1–5 · Aljakszandr Ramanykov (URS) · 4–5 · Philippe Omnès (FRA) · 1–5                             | 4.        | Stefano Cerioni (ITA) · 10–7 | Jens Howe (GDR) · 5–10       |                   |                          | Borisz Koreckij (URS) · 3–10 | kiesett           | kiesett           | kiesett           | kiesett                             | kiesett                                         | 24.      |
| Ko Nakcshun (Go Nak-Chun) | Tőr, egyéni       | 3. csoport · Saqer Al-Surayei (KUW) · 5–2 · Leszek Bandach (POL) · 5–4 · Pierre Harper (GBR) · 5–3 · Stefano Cerioni (ITA) · 3–5                                                   | 2.        | 7. csoport · Ola Kajbjer (SWE) · 5–3 · Bill Gosbee (GBR) · 5–3 · Peter Lewison (USA) · 2–5 · Philippe Omnès (FRA) · 3–5 · Leszek Bandach (POL) · 2–5 | 6.        | kiesett | kiesett   | kiesett                      | kiesett                      | kiesett           | kiesett                  | kiesett                      | kiesett           | kiesett           | kiesett           | kiesett                             | kiesett                                         | 42.      |
| Kim Jongguk (Kim Yong-Guk) | Tőr, egyéni       | 5. csoport · Pedro Cornet (PAR) · 5–1 · Ahmed Mohamed (EGY) · 5–4 · Mike Marx (USA) · 3–5 · Jens Howe (GDR) · 1–5 · Mauro Numa (ITA) · 3–5                                         | 5.        | kiesett | kiesett   | kiesett | kiesett   | kiesett                      | kiesett                      | kiesett           | kiesett                  | kiesett                      | kiesett           | kiesett           | kiesett           | kiesett                             | kiesett                                         | 49.      |
| I Szanggi (Lee Sang-gi) | Párbajtőr, egyéni | 9. csoport · Stefan Joos (BEL) · 4–5 · Ali Abuzamia (JOR) · 5–0 · Arno Strohmeyer (AUT) · 5–1 · Vlagyimir Reznyicsenko (URS) · 4–5                                                 | 2.        | 7. csoport · Robert Davidson (AUS) · 5–4 · Joaquin Pinto (COL) · 5–1 · Pásztor Szabolcs (HUN) · 4–5 · Éric Srecki (FRA) · 4–5                        | 3.        | 6. csoport · Axel Birnbaum (AUT) · 5–1 · Rafael di Tella (ARG) · 5–5 · Michel Poffet (SUI) · 5–1 · Székely Zoltán (HUN) · 5–4 · Arnd Schmitt (FRG) · 5–2                   | 2.        | Thomas Gerull (FRG) · 10–9   | Arno Strohmeyer (AUT) · 7–10 |                   |                          | Stéphane Ganeff (NED) · 4–10 | kiesett           | kiesett           | kiesett           | kiesett                             | kiesett                                         | 19.      |
| Jun Namdzsin (Yun Nam-Jin) | Párbajtőr, egyéni | 6. csoport · Michel Youssef (LIB) · 5–1 · Rob Stull (USA) · 5–5 · Ludomir Chronowski (POL) · 5–3 · Alexander Pusch (FRG) · 3–5                                                     | 2.        | 8. csoport · Thomas Gerull (FRG) · 2–5 · Thierry Soumagne (BEL) · 5–1 · Stéphane Ganeff (NED) · 5–2 · Angelo Mazzoni (ITA) · 2–5                     | 2.        | 5. csoport · Ludomir Chronowski (POL) · 1–5 · Rob Stull (USA) · 5–5 · Tu Csen-cseng (Du Zhencheng) (CHN) · 5–4 · Thomas Gerull (FRG) · 5–4 · Jean-Michel Henry (FRA) · 5–1 | 2.        | Witold Gadomski (POL) · 6–10 |                              |                   | Éric Srecki (FRA) · 2–10 | kiesett                      | kiesett           | kiesett           | kiesett           | kiesett                             | kiesett                                         | 28.      |
| I Ilhi (Lee Il-Hui) | Párbajtőr, egyéni | 3. csoport · Robert Marx (USA) · 5–3 · Roberto Durão (POR) · 5–3 · Fernando de la Peña (ESP) · 5–2 · Jean-Michel Henry (FRA) · 2–5                                                 | 2.        | 6. csoport · Patrice Gaille (SUI) · 5–4 · Juan Miguel Paz (COL) · 2–5 · Antônio Machado (BRA) · 3–5 · Vlagyimir Reznyicsenko (URS) · 3–5             | 5.        | kiesett | kiesett   | kiesett                      | kiesett                      | kiesett           | kiesett                  | kiesett                      | kiesett           | kiesett           | kiesett           | kiesett                             | kiesett                                         | 50.      |
| I Bjongnam (Lee Byeong-Nam) | Kard, egyéni      | 5. csoport · Olivier Martini (MON) · 5–4 · Tadeusz Piguła (POL) · 3–5 · Giovanni Scalzo (ITA) · 4–5 · Jürgen Nolte (FRG) · 2–5 · Jean-François Lamour (FRA) · 2–5                  | 5.        | 4. csoport · Cseng Csao-kang (Zheng Zhaokang) (CHN) · 1–5 · Pierre Guichot (FRA) · 3–5 · Felix Becker (FRG) · 3–5 · Andrej Alsan (URS) · 2–5         | 5.        | kiesett | kiesett   | kiesett                      | kiesett                      |                   | kiesett                  | kiesett                      |                   |                   | kiesett           | kiesett                             | kiesett                                         | 28.      |
| Kim Szanguk (Kim Sang-Uk) | Kard, egyéni      | 4. csoport · Pedro Bleyer (BOL) · 5–2 · Antonio García (ESP) · 3–5 · Peter Westbrook (USA) · 4–5 · Janusz Olech (POL) · 2–5 · Nébald György (HUN) · 1–5 · Andrej Alsan (URS) · 2–5 | 6.        | kiesett | kiesett   | kiesett | kiesett   | kiesett                      | kiesett                      |                   | kiesett                  | kiesett                      |                   |                   | kiesett           | kiesett                             | kiesett                                         | 33.      |
| I Ukcse (Lee Uk-Jae) | Kard, egyéni      | 6. csoport · Wulfe Balk (CAN) · 0–5 · Robert Kościelniakowski (POL) · 2–5 · Felix Becker (FRG) · 1–5 · Gianfranco Dalla Barba (ITA) · 1–5 · Szergej Mingyirgaszov (URS) · 3–5      | 6.        | kiesett | kiesett   | kiesett | kiesett   | kiesett                      | kiesett                      |                   | kiesett                  | kiesett                      |                   |                   | kiesett           | kiesett                             | kiesett                                         | 36.      |
| Hong Jongszung (Hong Yeong-Seung) Kim Szungphjo (Kim Seung-Pyo) Kim Jongguk (Kim Yong-Guk) Ko Nakcshun (Go Nak-Chun) I Jongnok (Lee Yeong-Rok) | Tőr, csapat       | 4. csoport · Magyarország (HUN) · 6–9 · Japán (JPN) · 9–4 | 3.        | |           | |           |                              |                              |                   |                          |                              |                   |                   | kiesett           | kiesett                             | kiesett                                         | 9.       |
| Cso Hidzse (Jo Hui-Je) I Ilhi (Lee Il-Hui) I Szanggi (Lee Sang-gi) Jang Dalsik (Yang Dal-Sik) Jun Namdzsin (Yun Nam-Jin)                       | Párbajtőr, csapat | 4. csoport · Olaszország (ITA) · 6–8 · Spanyolország (ESP) · 9–7 | 2.        | |           | |           | Kolumbia (COL) · 9–4         |                              |                   |                          |                              |                   |                   | NSZK (FRG) · 6–8  | Az 5–8. helyért · Svájc (SUI) · 8–8 | A 7. helyért · Svédország (SWE) · 8 (64)–8 (60) | 7.       |
| Kim Szanguk (Kim Sang-Uk) I Bjongnam (Lee Byeong-Nam) I Hjogun (Lee Hyo-Geun) I Hjonszu (Lee Hyeon-Su) I Ukcse (Lee Uk-Jae)                    | Kard, csapat      | 2. csoport · Olaszország (ITA) · 2–9 · NSZK (FRG) · 1–9 | 4.        | |           | |           |                              |                              |                   |                          |                              |                   |                   | kiesett           | kiesett                             | kiesett                                         | 11.      |

Női
| Versenyző | Versenyszám | Selejtező | Selejtező | Selejtező | Selejtező | Selejtező | Selejtező | Főtábla                    | Főtábla           | Vigaszág                     | Vigaszág                          | Negyeddöntő             | Elődöntő                     | Döntő                     | Helyezés |
| Versenyző | Versenyszám | 1. kör | 1. kör    | 2. kör | 2. kör    | 3. kör | 3. kör    | 1. kör                     | 2. kör            | 1. kör                       | 2. kör                            | Negyeddöntő             | Elődöntő                     | Döntő                     | Helyezés |
| Versenyző | Versenyszám | Ellenfél Eredmény | Hely.     | Ellenfél Eredmény | Hely.     | Ellenfél Eredmény | Hely.     | Ellenfél Eredmény          | Ellenfél Eredmény | Ellenfél Eredmény            | Ellenfél Eredmény                 | Ellenfél Eredmény       | Ellenfél Eredmény            | Ellenfél Eredmény         | Helyezés |
| --- | ----------- | --- | --------- | --- | --------- | --- | --------- | -------------------------- | ----------------- | ---------------------------- | --------------------------------- | ----------------------- | ---------------------------- | ------------------------- | -------- |
| Thak Cshongim (Tak Jeong-Im) | Tőr, egyéni | 9. csoport · Jacynthe Poirier (CAN) · 2–5 · Alessandra Mariéthoz (SUI) · 5–1 · Annapia Gandolfi (ITA) · 5–3 · Olga Voscsakina (URS) · 5–4              | 1.        | 2. csoport · Thalie Tremblay (CAN) · 5–4 · Annapia Gandolfi (ITA) · 5–2 · Anna Sobczak (POL) · 5–3 · Isabelle Spennato (FRA) · 5–4 · Anja Fichtel-Mauritz (FRG) · 5–4    | 1.        | 1. csoport · Elisabeta Guzganu-Tufan (ROU) · 3–5 · Oka Tomoko (JPN) · 5–1 · Olga Voscsakina (URS) · 5–1 · Kovács Edit (HUN) · 3–5 · Szun Hung-jün (Sun Hongyun) (CHN) · 0–5 | 4.        | Jelena Glikina (URS) · 7–8 |                   | Kovács Edit (HUN) · 8–7      | Tatyjana Szadovszkaja (URS) · 4–8 | kiesett                 | kiesett                      | kiesett                   | 12.      |
| Sin Szongdzsa (Sin Seong-Ja) | Tőr, egyéni | 3. csoport · Yung Yim King (HKG) · 5–2 · Luan Csü-csie (Luan Jujie) (CHN) · 5–4 · Anna Sobczak (POL) · 4–5 · Caitlin Bilodeaux (USA) · 2–5             | 4.        | 3. csoport · Sharon Monplaisir (USA) · 5–4 · Linda Ann Martin (GBR) · 5–4 · Dorina Vaccaroni (ITA) · 5–3 · Jánosi Zsuzsa (HUN) · 4–5 · Tatyjana Szadovszkaja (URS) · 1–5 | 4.        | 2. csoport · Fiona McIntosh (GBR) · 5–1 · Madeleine Philion (CAN) · 5–1 · Sabine Bau (FRG) · 5–2 · Jelena Glikina (URS) · 5–4 · Dorina Vaccaroni (ITA) · 5–2                | 1.        | Jánosi Zsuzsa (HUN) · 3–8  |                   | Dorina Vaccaroni (ITA) · 1–8 | kiesett                           | kiesett                 | kiesett                      | kiesett                   | 13.      |
| Pak Unhi (Park Eun-Hui) | Tőr, egyéni | 5. csoport · Fiona McIntosh (GBR) · 3–5 · Agnieszka Dubrawska (POL) · 1–5 · Szun Hung-jün (Sun Hongyun) (CHN) · 0–5 · Anja Fichtel-Mauritz (FRG) · 1–5 | 5.        | kiesett | kiesett   | kiesett | kiesett   | kiesett                    | kiesett           | kiesett                      | kiesett                           | kiesett                 | kiesett                      | kiesett                   | 44.      |
| Kim Dzsinszun (Kim Jin-Sun) Sin Szongdzsa (Sin Seong-Ja) Thak Csongim (Tak Jeong-Im) Jun Dzsongszuk (Yun Jeong-Suk) Pak Unhi (Park Eun-Hui) | Tőr, csapat | 2. csoport · Magyarország (HUN) · 4–9 · Kanada (CAN) · 9–3                                                                                             | 2.        | |           | |           |                            |                   |                              |                                   | Olaszország (ITA) · 4–9 | Egyesült Államok (USA) · 2–9 | Franciaország (FRA) · 4–9 | 8.       |

## Vízilabda
| Dél-koreai férfi vízilabdacsapat-játékoskeret | Dél-koreai férfi vízilabdacsapat-játékoskeret |
| --- | --- |
| - I Dzsongszok (Lee Jeong-Seok) - Csang Dzsijong (Jang Si-Yeong) - Kim Szongun (Kim Seong-Eun) - Ju Szunghun (Yu Seung-Hun) - Kim Gicshun (Kim Gi-Chun) - Kim Dzsejon (Kim Jae-Yeon) - Cshö Szonjong (Choi Seon-Yong) | - Kim Gilhvan (Kim Gil-Hwan) - Kim Dzsinthe (Kim Jin-Tae) - Szong Szungho (Song Seung-Ho) - Hong Szunbo (Hong Sun-Bo) - I Thegvon (Lee Taeg-Won) - Pak Szangvon (Park Sang-Won) |

### Eredmények
Csoportkör
A csoport
| Csapat              | M | Gy | D | V | G+ | G– | Gk  | P  |
| ------------------- | - | -- | - | - | -- | -- | --- | -- |
| NSZK (FRG)          | 5 | 5  | 0 | 0 | 60 | 37 | +23 | 10 |
| Szovjetunió (URS)   | 5 | 3  | 1 | 1 | 63 | 30 | +33 | 7  |
| Olaszország (ITA)   | 5 | 3  | 1 | 1 | 48 | 33 | +15 | 7  |
| Ausztrália (AUS)    | 5 | 2  | 0 | 3 | 40 | 39 | +1  | 4  |
| Franciaország (FRA) | 5 | 1  | 0 | 4 | 43 | 54 | –11 | 2  |
| Dél-Korea (KOR)     | 5 | 0  | 0 | 5 | 14 | 75 | –61 | 0  |

| 1988. szeptember 21. 15:15 | Franciaország (FRA)  | 16–5 | Dél-Korea (KOR) |  |
| 1988. szeptember 21. 15:15 | (3–0, 4–1, 3–1, 6–3) |      |                 |  |
| 1988. szeptember 21. 15:15 |                      |      |                 |  |

| 1988. szeptember 22. 14:00 | Dél-Korea (KOR)      | 1–11 | Olaszország (ITA) |  |
| 1988. szeptember 22. 14:00 | (0–5, 1–2, 0–1, 0–3) |      |                   |  |
| 1988. szeptember 22. 14:00 |                      |      |                   |  |

| 1988. szeptember 23. 14:00 | Dél-Korea (KOR)      | 2–18 | NSZK (FRG) |  |
| 1988. szeptember 23. 14:00 | (0–5, 1–3, 0–6, 1–4) |      |            |  |
| 1988. szeptember 23. 14:00 |                      |      |            |  |

| 1988. szeptember 26. 10:15 | Dél-Korea (KOR)      | 4–17 | Szovjetunió (URS) |  |
| 1988. szeptember 26. 10:15 | (1–6, 1–3, 1–2, 1–6) |      |                   |  |
| 1988. szeptember 26. 10:15 |                      |      |                   |  |

| 1988. szeptember 27. 10:15 | Ausztrália (AUS)     | 13–2 | Dél-Korea (KOR) |  |
| 1988. szeptember 27. 10:15 | (3–0, 2–0, 3–1, 5–1) |      |                 |  |
| 1988. szeptember 27. 10:15 |                      |      |                 |  |

A 9–12. helyért
| Csapat              | M | Gy | D | V | G+ | G– | Gk  | P |
| ------------------- | - | -- | - | - | -- | -- | --- | - |
| Görögország (GRE)   | 3 | 3  | 0 | 0 | 37 | 21 | +16 | 6 |
| Franciaország (FRA) | 3 | 2  | 0 | 1 | 34 | 19 | +15 | 4 |
| Kína (CHN)          | 3 | 1  | 0 | 2 | 25 | 28 | –3  | 2 |
| Dél-Korea (KOR)     | 3 | 0  | 0 | 3 | 19 | 47 | –28 | 0 |

| 1988. szeptember 30. 10:15 | Dél-Korea (KOR)      | 7–17 | Görögország (GRE) |  |
| 1988. szeptember 30. 10:15 | (1–5, 1–3, 2–5, 3–4) |      |                   |  |
| 1988. szeptember 30. 10:15 |                      |      |                   |  |

| 1988. október 1. 09:00 | Dél-Korea (KOR)      | 7–14 | Kína (CHN) |  |
| 1988. október 1. 09:00 | (2–2, 2–4, 1–2, 2–6) |      |            |  |
| 1988. október 1. 09:00 |                      |      |            |  |

| Csapat          | Helyezés |
| --------------- | -------- |
| Dél-Korea (KOR) | 12.      |